# Леся Українка
Ле́ся Украї́нка (справжнє ім'я — Лари́са Петрі́вна Ко́сач, у шлюбі Ко́сач-Кві́тка; 13 (25) лютого 1871, Новоград-Волинський, Волинська губернія, Російська імперія — 19 липня (1 серпня) 1913, Сурамі, Тифліська губернія, Російська імперія (нині Грузія)) — українська письменниця, перекладачка та культурна діячка, співзасновниця літературного гуртка «Плеяда» та групи Українська соціал-демократія. У сучасній українській традиції входить до переліку найвідоміших жінок давньої та сучасної України.
Писала в жанрах поезії, лірики, епосу, драми, прози, публіцистики, розвинула жанр драматичної поеми в українській літературі. Працювала в галузі фольклористики (наспівала 220 народних мелодій) і активно долучалася до процесів українського жіночого руху та національного відродження.
Серед мистецької спадщини — збірки поезій «На крилах пісень» (1893), «Думи і мрії» (1899), «Відгуки» (1902), поеми «Давня казка» (1893), «Одно слово» (1903), драми-поеми «Кассандра» (1901—1907), «В катакомбах» (1905), «Лісова пісня» (1911), «Камінний господар» (1912), «Бояриня» (1913).

## Життєпис

### Походження

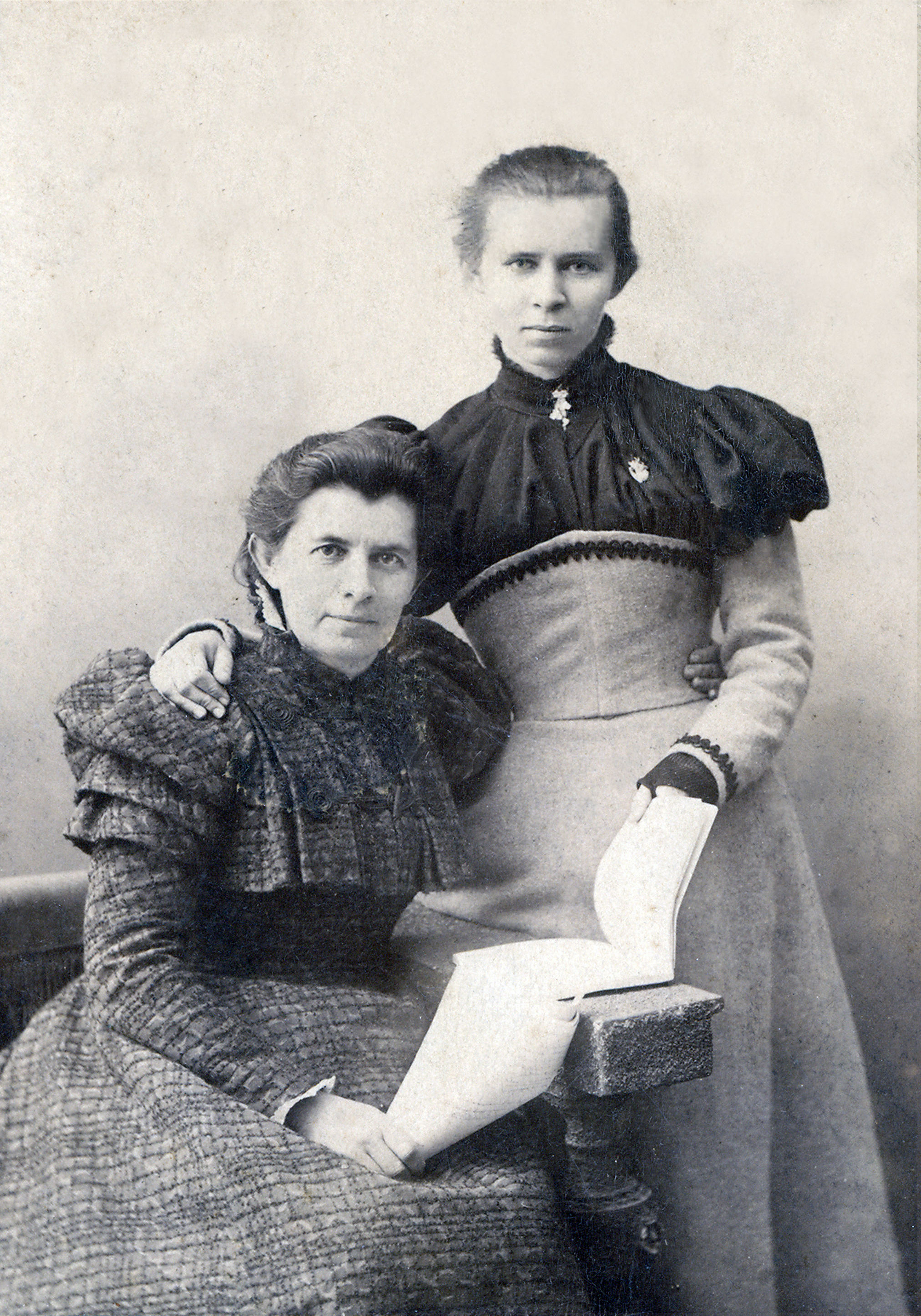
Леся Українка з матір'ю. Ялта, 1898

Мати, Ольга Петрівна Драгоманова-Косач — дворянка за походженням, поетеса й дитяча письменниця під псевдонімом Олена Пчілка, була активісткою українського жіночого руху, видавала альманах «Перший вінок». Олена Пчілка займалася всебічною освітою, підтримкою творчості та лікуванням Лариси Косач (приватні педагоги, публікації, подорожі), і виховувала доньку сильною людиною без надмірного виявлення почуттів. Слід цієї «paidei» можна знайти в кожному творі «поодинокого мужчини».
Батько, Петро Антонович Косач — дворянин, високоосвічений поміщик, який дуже любив літературу і живопис, дійсний статський радник, повітовий маршалок.
Дядько — Михайло Драгоманов, учений, громадський діяч, перед вимушеною еміграцією до Франції й Болгарії співпрацював з Франком. Формував характер племінниці згідно зі своїми соціалістичними переконаннями, ідеалами служіння батьківщині, які вона переросла, допомагав як літературний критик і фольклорист.
Мала старшого брата Михайла та молодших — Ольгу, Оксану, Миколу та Ізидору Косачів.
Дитячі роки пройшли на Волині: у Новограді-Волинському (1871 — весна 1879), Луцьку (весна 1879 — травень 1882), у селі Колодяжне (з травня 1882), що під Ковелем. У будинку Косачів часто збиралися письменники, художники і музиканти; влаштовували вечори і домашні концерти. Лариса Косач мала винятково сприятливі обставини для шліфування вродженого мистецького хисту.

З рідними та близькими
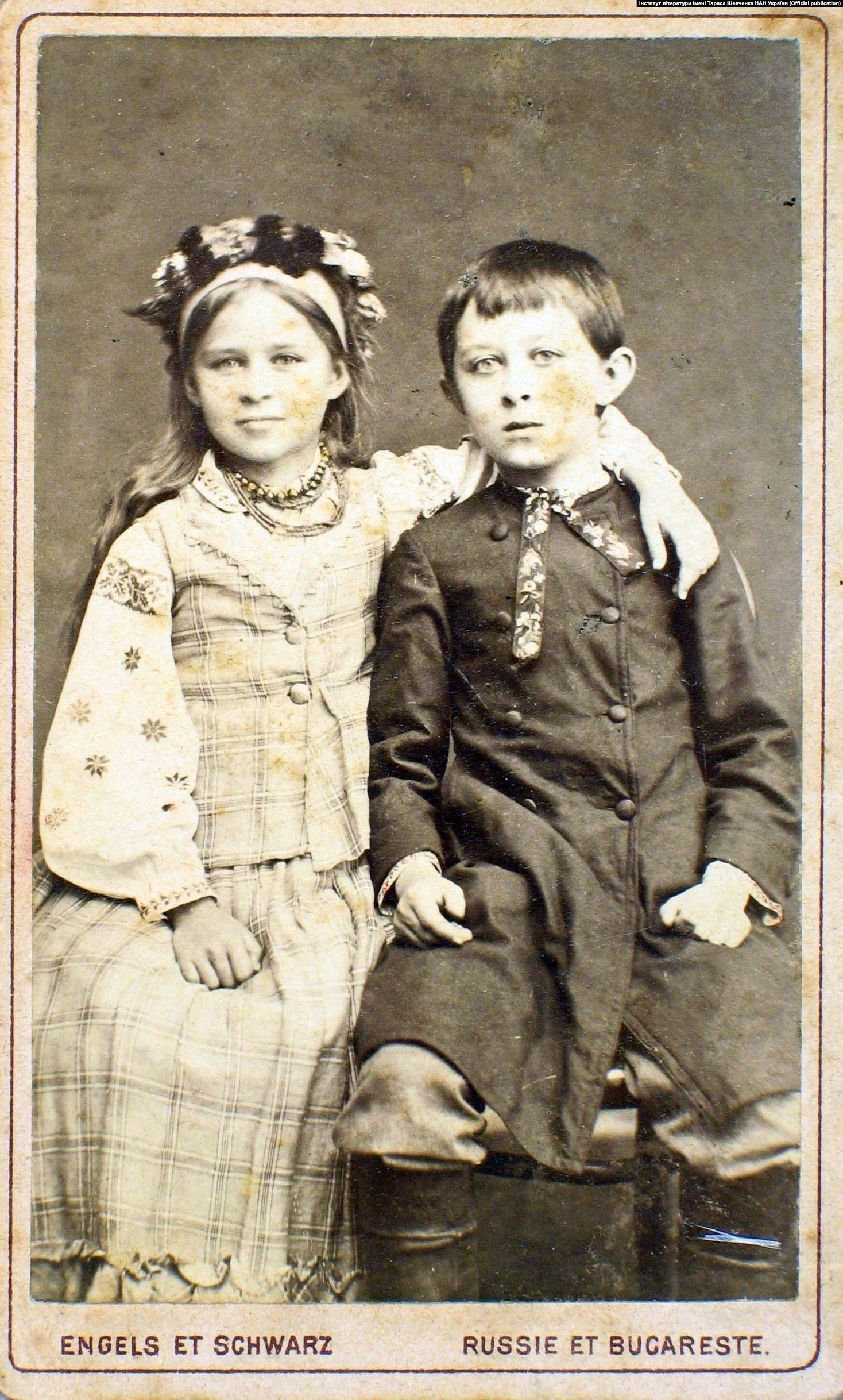
З братом Михайлом, 1881
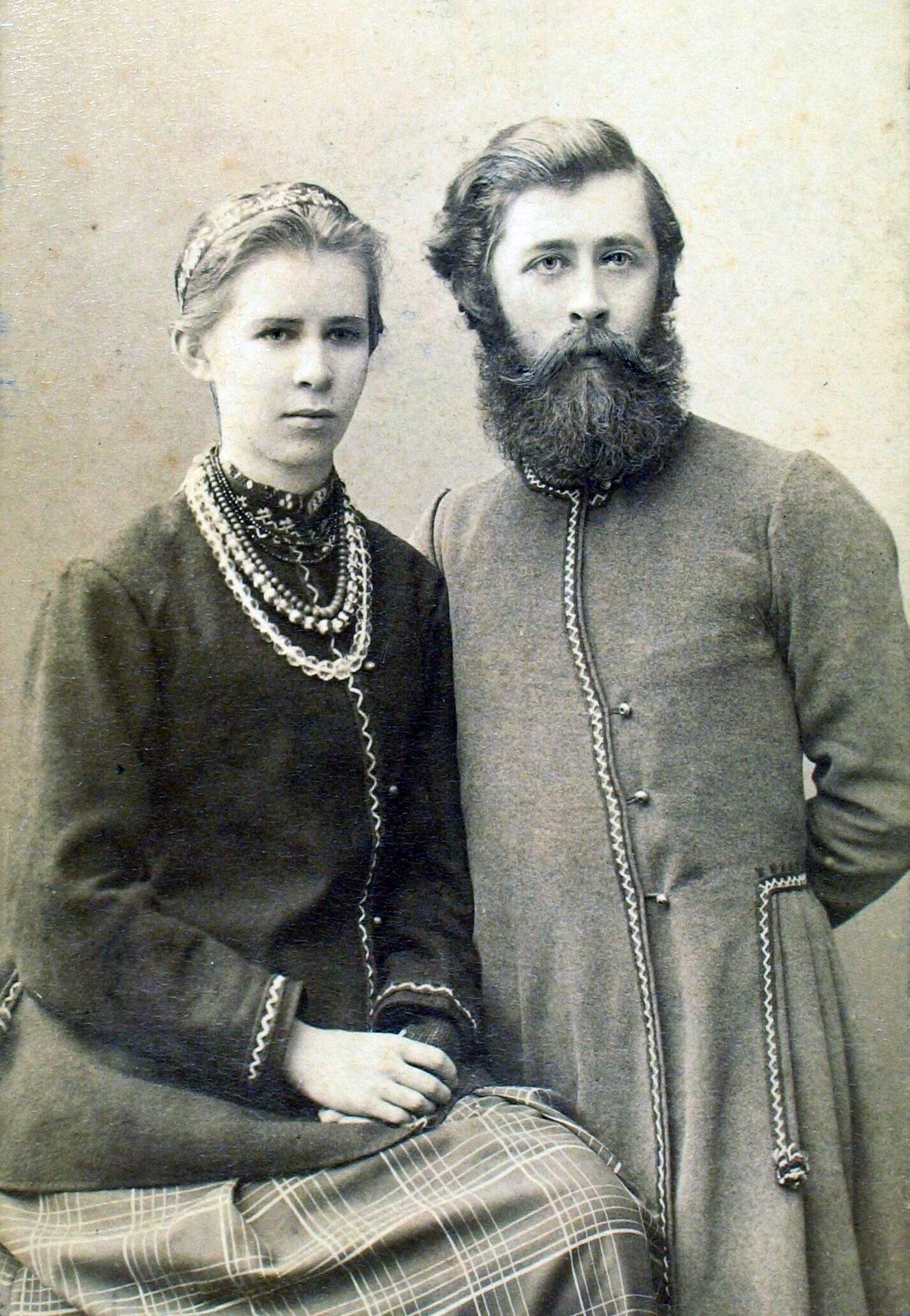
З братом Михайлом, 1890-ті
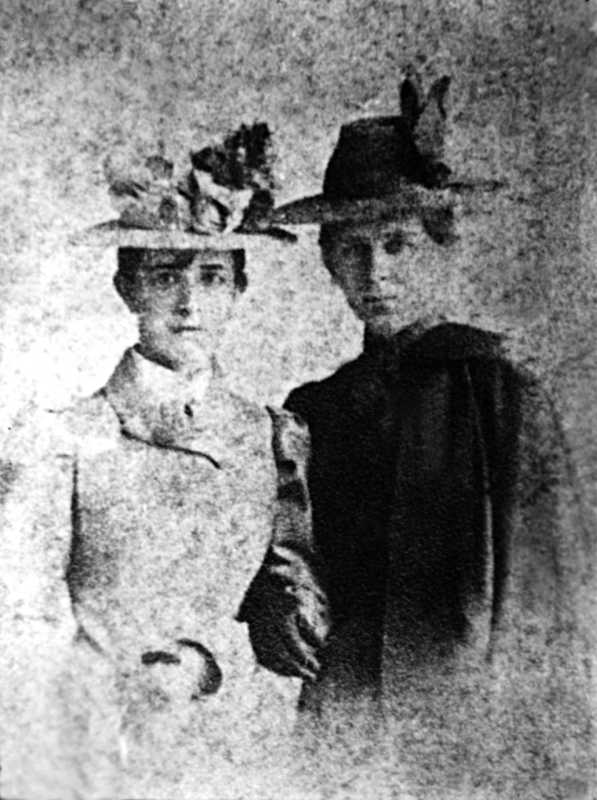
З сестрою Ольгою, Берлін, 1899
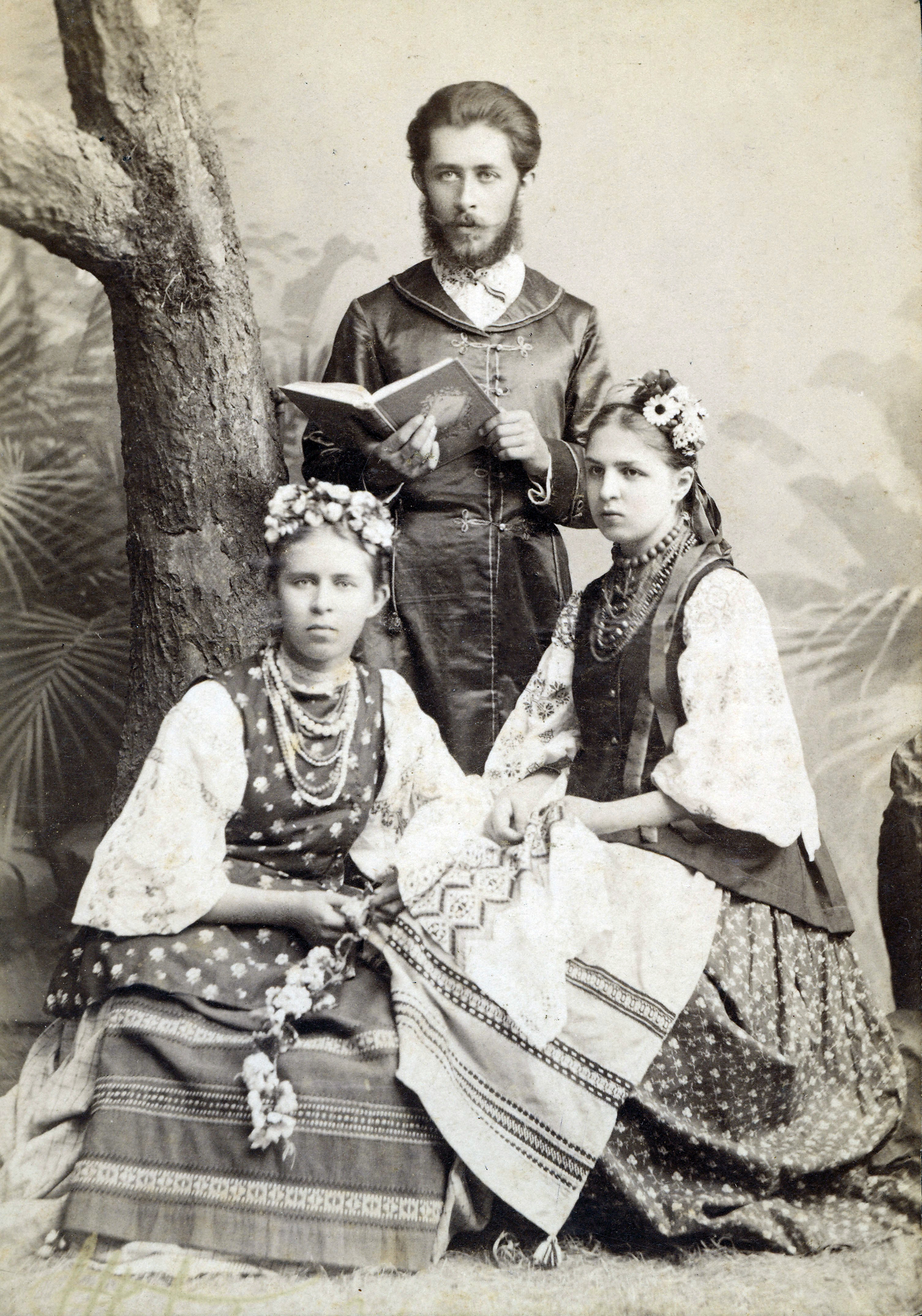
З Михайлом і Маргаритою Комаровою тримають вишитий рушник на могилу Тараса Шевченка. Одеса, кінець серпня 1889 р.
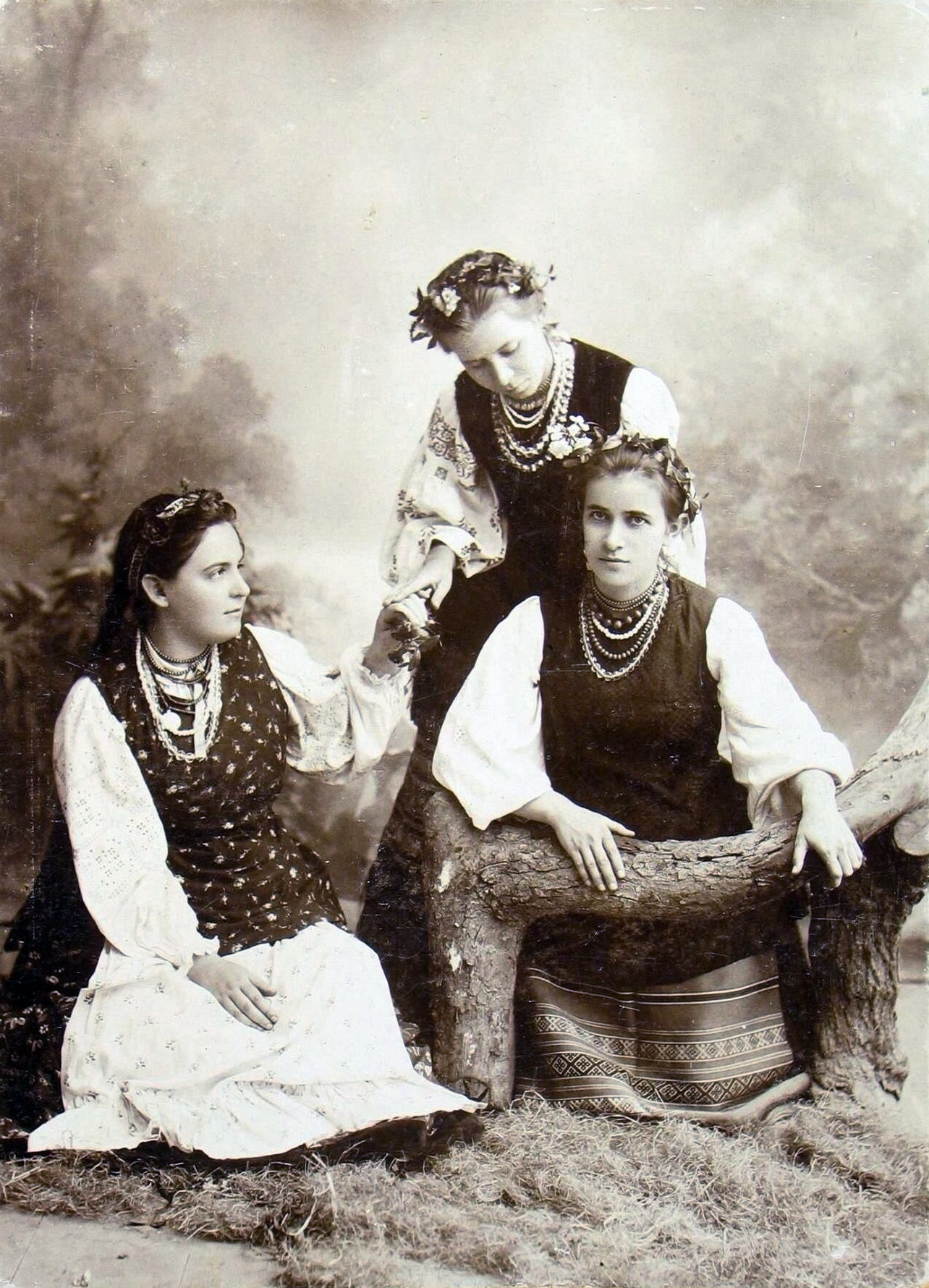
З Ольгою та Оксаною Старицькою, 1896
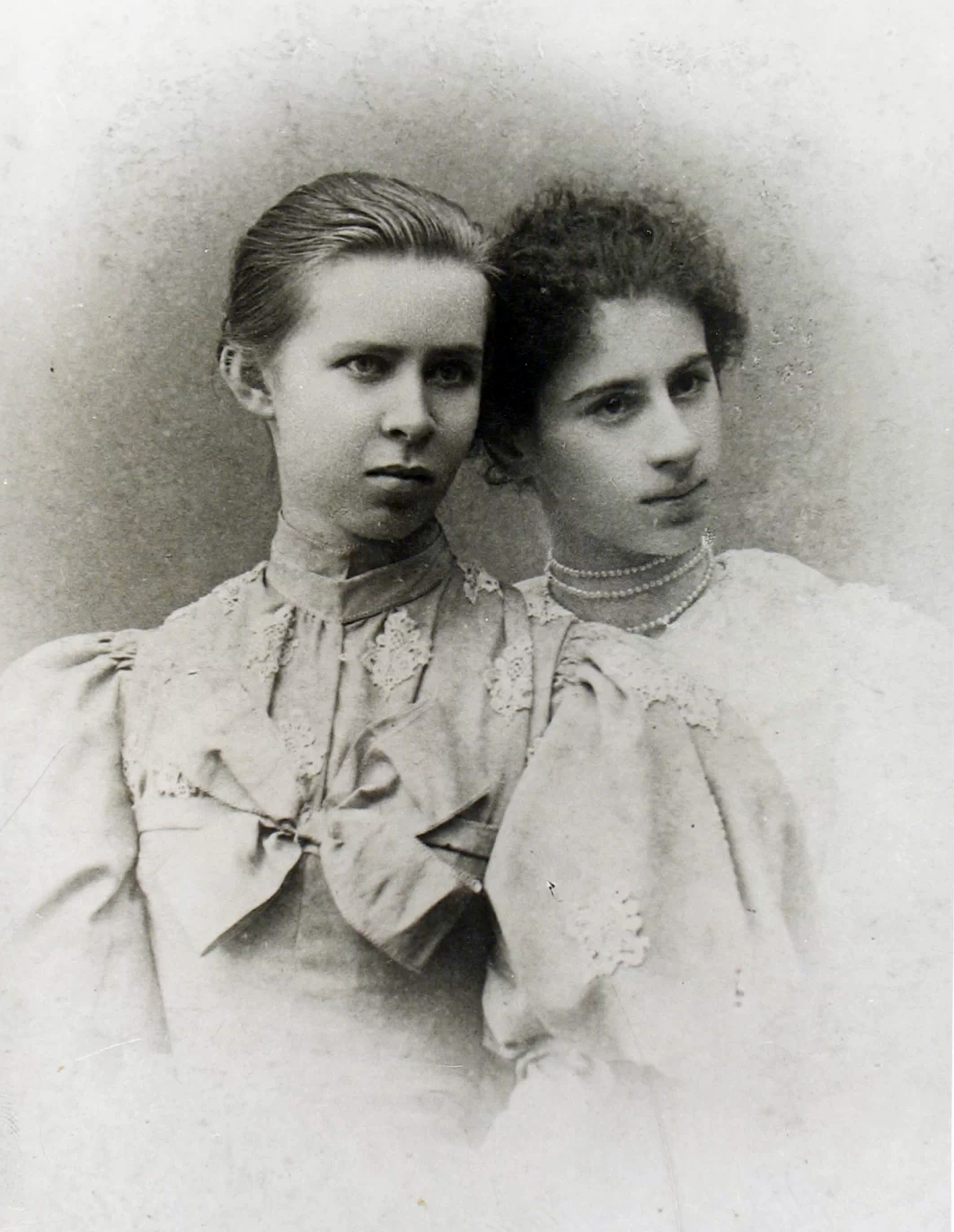
З Аріадною Драгомановою, 1894-95
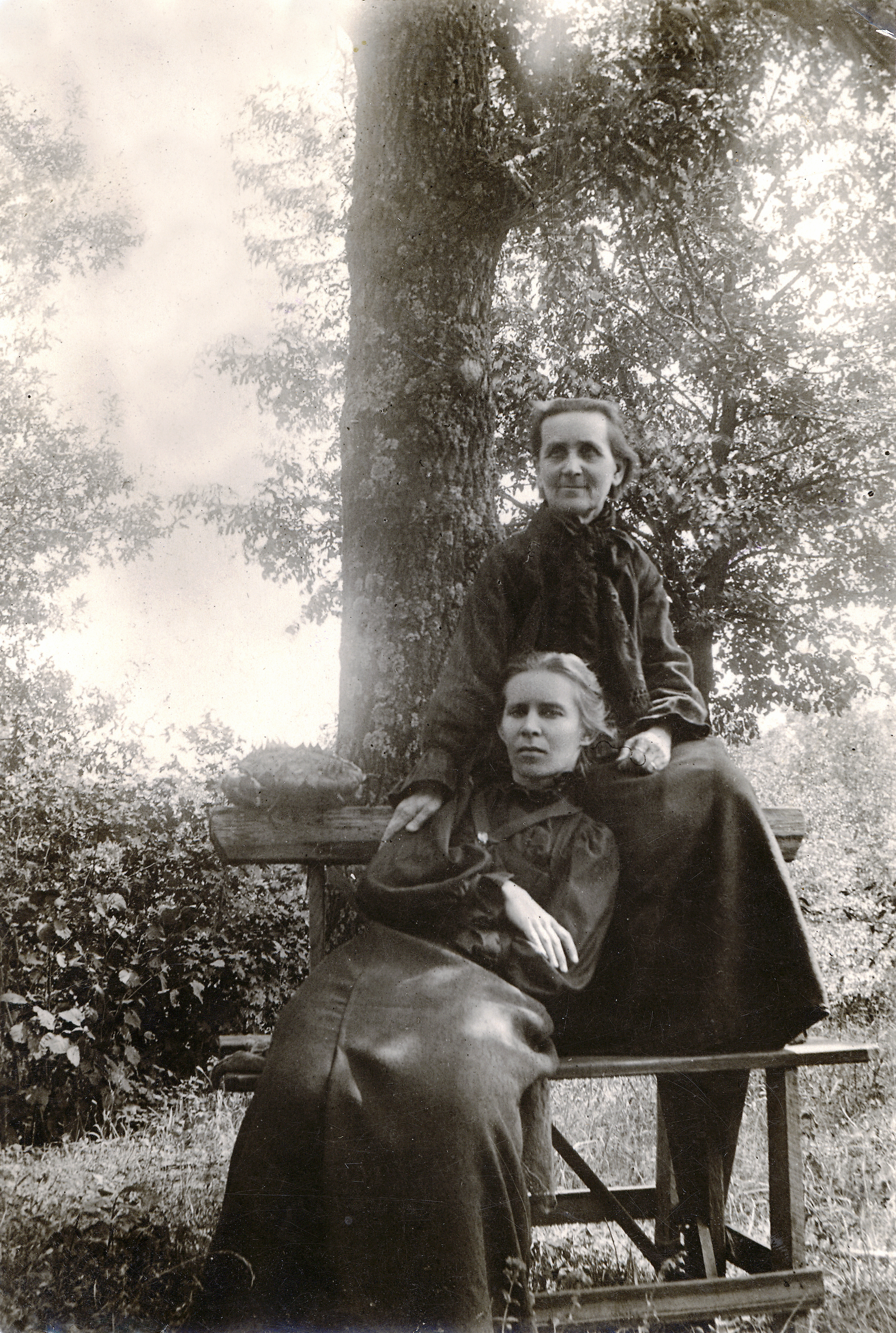
З тіткою Олександрою Антонівною Косач-Шимановською, 1906

### Дитинство і впливи
На десятий день після народження 23 лютого (7 березня) 1871 року Ларису охрестили в Новоград-Волинській Соборній Преображенській церкві, хрещеними стали полковник Степан Васильковський та рідна бабуся дворянка Єлизавета Драгоманова.
Лариса Косач навчилася читати у 4 роки. Леся (одне з сімейних імен Лариси, що стало літературним псевдонімом. Серед інших: Зея, Зеїчка, Зеїсок, Boule vagabonde (фр. Колобок)). Лесю та її брата Михайла, яких упродовж життя єднала тривала дружба, в сім'ї називали спільним ім'ям — Мишелосіє. Вони разом навчалися у приватних учителів.
У січні 1876 року Олена Пчілка з Михайлом і Ларисою приїхали до Києва попрощатися з М. Драгомановим перед його еміграцією і деякий час жили в нього.
Влітку того ж року мати з Лесею та Михайлом відпочивали в селі Жабориці. Тут вона вперше почула розповіді матері про Мавку.
|  | …Видко було, що перебування в Жабориці зробило на Лесю дуже велике враження і дуже їй сподобалося: вона, бувало, раз у раз із втіхою згадує, що те або те чула чи бачила в Жабориці… Жаборицькі пісні, казки, різні повір'я, звичаї, купальські, жнив'яні і т. д. Леся добре пам'ятала і часто згадувала… |

У шість років навчилася вишивати.
26 травня (7 червня) 1877 року народилася сестра Оля, яка стане її доброю подругою. Згодом вона зазначить, що в Лариси:
|  | «такі самі риси обличчя, барва очей і волосся, як у батька, так само середній зріст, така ж постать, така сама тендітність», «однаково були лагідні та добрі безмежно», «надзвичайно стримані, терплячі та витривалі, з виключною силою волі», «однаково делікатні у відносинах з людьми», «для любих людей чи справ могли поступитися багато чим, могли бути дуже поблажливими, але я не можу уявити тої людини, тої справи, взагалі тої сили, що могла б примусити, батька чи Лесю однаково, зробити щось, що вони вважали за непорядне, нечесне. Щоб же зробити таке для власної вигоди чи користі, чи безпечності, то про те не може бути й мови» |

.

Лариса Косач у народному вбранні. 1878—1879 роки

Коли в 1878 батьки Лариси поїхали на Всесвітню виставку до Парижа, доглядати дітей приїздила Олена Косач, сестра Ларисиного батька. Дружба з «тіткою Єлею» залишила помітний слід у житті та творчості поетеси.
7 (19) листопада того ж року наказом міністерства внутрішніх справ Петра Косача перевели на роботу до Луцька.
|  | …Батька нашого переведено з обжитого місця, щоб покарати за його «українофільство» та за побачення, під час подорожі до Парижа на виставку 1878 року, з емігрантом, батьковим другом, а материним братом Михайлом Петровичем Драгомановим |

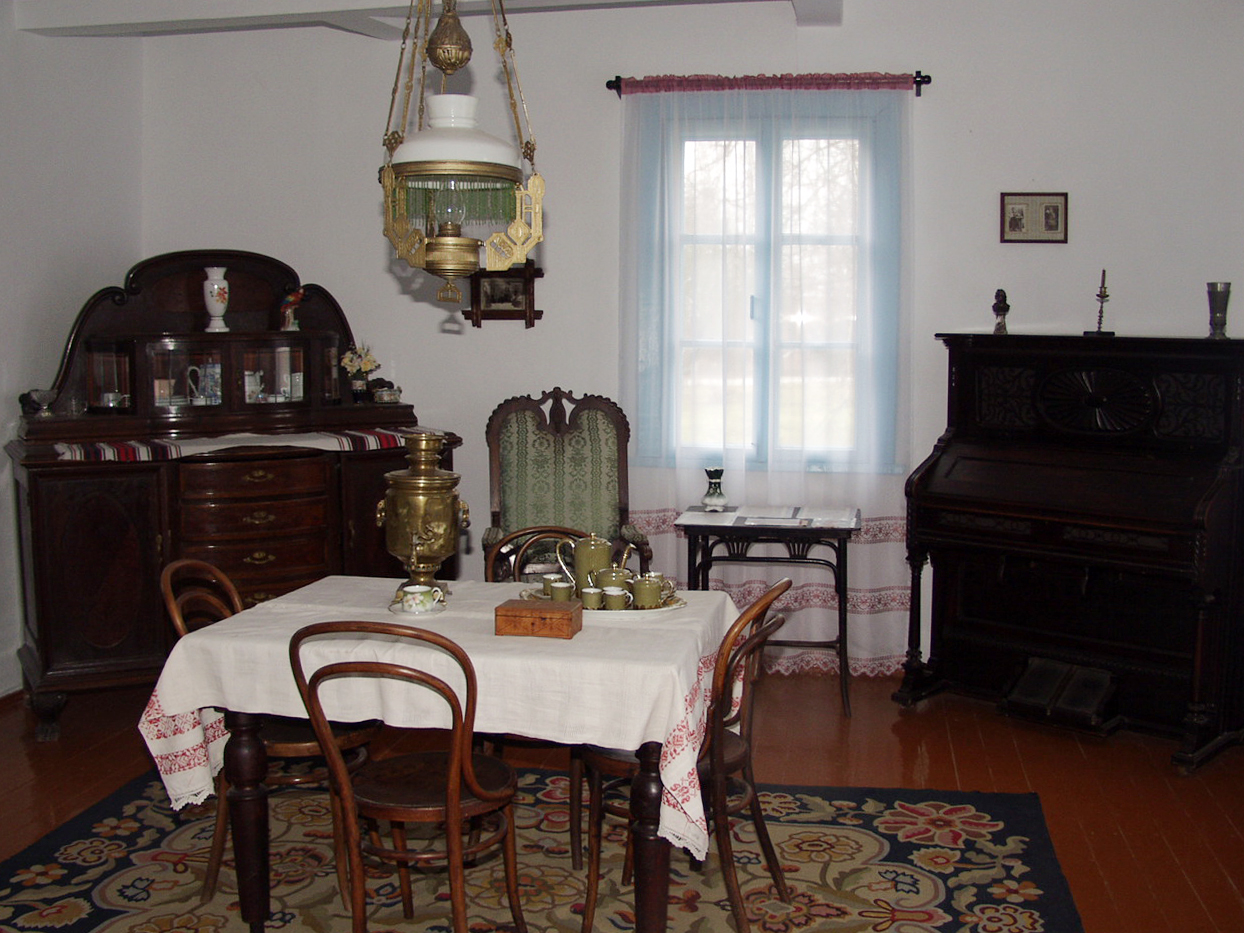
Сірий будинок Косачів, с. Колодяжне

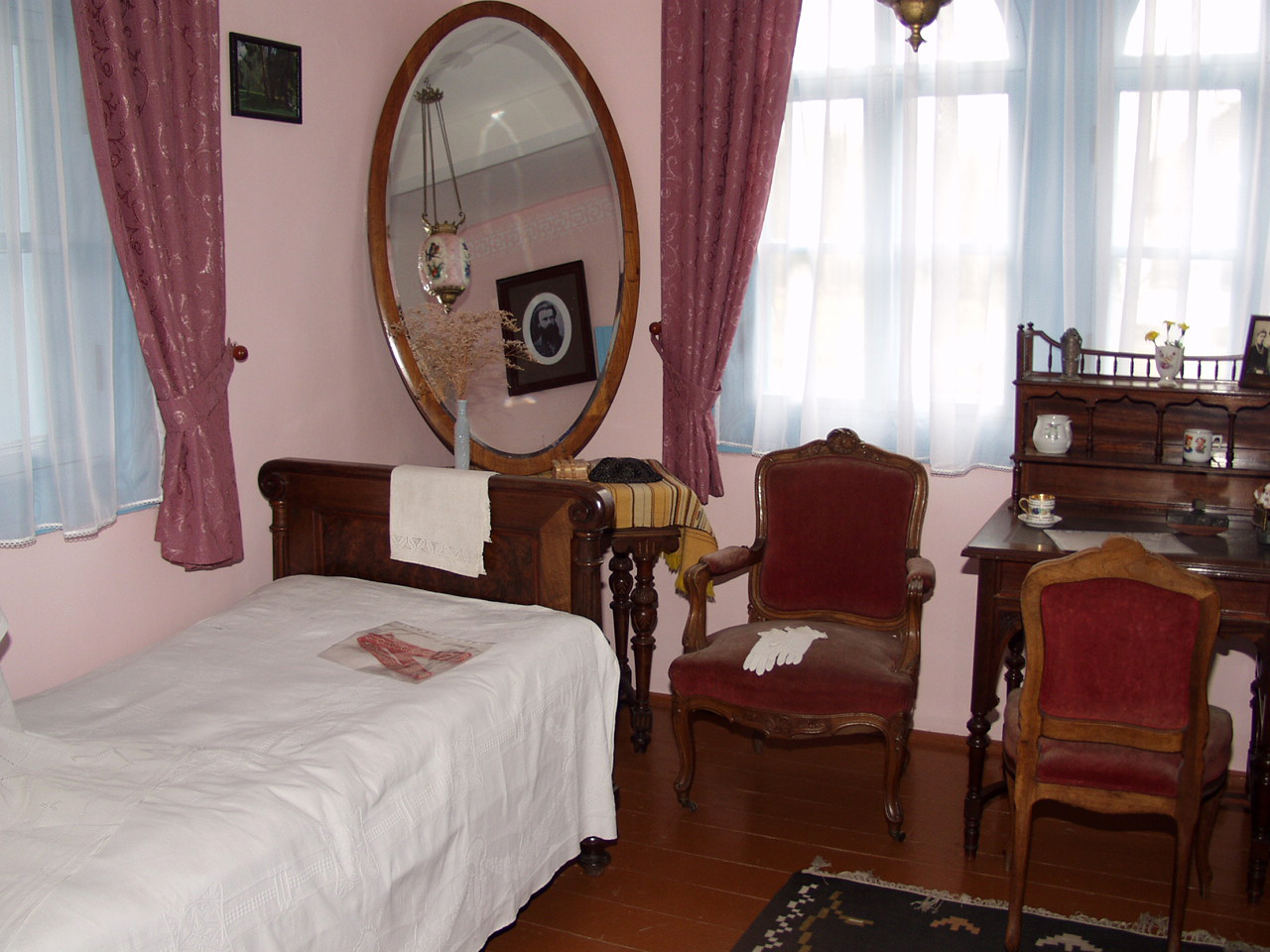
Білий будинок Косачів, с. Колодяжне

Навесні 1879 року Петро Косач перевозить до Луцька всю родину. В березні «тітку Єлю» Олену Косач заарештовано за участь у замаху на шефа жандармів Дрентельна; пізніше її вислано в Олонецьку губернію, а 1881 р. заслано до Сибіру на 5 років (м. Ялуторовськ Тюменської обл., а потім у м. Тюмень). Леся, вражена звісткою, між 1879 і 1880 роками пише свою першу поезію — «Надія».
Влітку 1880 тітка Лариси Олександра Косач-Шимановська з двома синами переїздить до Луцька, мешкає в родині Косачів. Причиною переїзду став арешт і заслання до Сибіру її чоловіка Бориса Шимановського. «Тітка Саша» — перша Лесина вчителька музики, якій мисткиня була вдячна все життя.
6 (18) січня 1881 року під час святкування Водохреща десятилітня Лариса сильно застудилася, що призвело до туберкульозу кісток та суглобів.
1881 року мати повезла Ларису, Михайла, Ольгу до Києва для навчання під керівництвом приватних вчителів. Лариса й Михайло починають вчитися за програмою чоловічої гімназії, Лариса бере уроки гри на фортепіано в Ольги О'Коннор, дружини Миколи Лисенка.
На початку травня 1882 року Косачі переїздять у село Колодяжне, що стане їхнім постійним місцем проживання.
|  | Наша сім'я жила в дуже близьких стосунках з селянами, всі ми, в тому числі й Леся, може, ще більше, ніж хто, мали між колодяжненцями не лише знайомих, а й приятелів, і товаришок, і товаришів, тому весь їх побут дуже скоро став нам відомим, а далі й рідним |

А тим часом Лариса з Михайлом живуть у Києві, вчаться у приватних вчителів, зокрема вивчають грецьку і латину.
Влітку 1883 року у Лариси діагностували туберкульоз кісток, у жовтні професор Олександр Рінек прооперував їй ліву руку, видалив кістки, уражені патологічним процесом. У грудні Лариса повертається з Києва до Колодяжного, стан здоров'я поліпшується, з допомогою матері вивчає французьку і німецьку мови, що дає змогу пізнавати скарби письменства інших народів і культур.
29 травня (10 червня) 1882 року народилася сестра Оксана, 22 серпня (2 вересня) 1884 — брат Микола.

### Юність та освіта

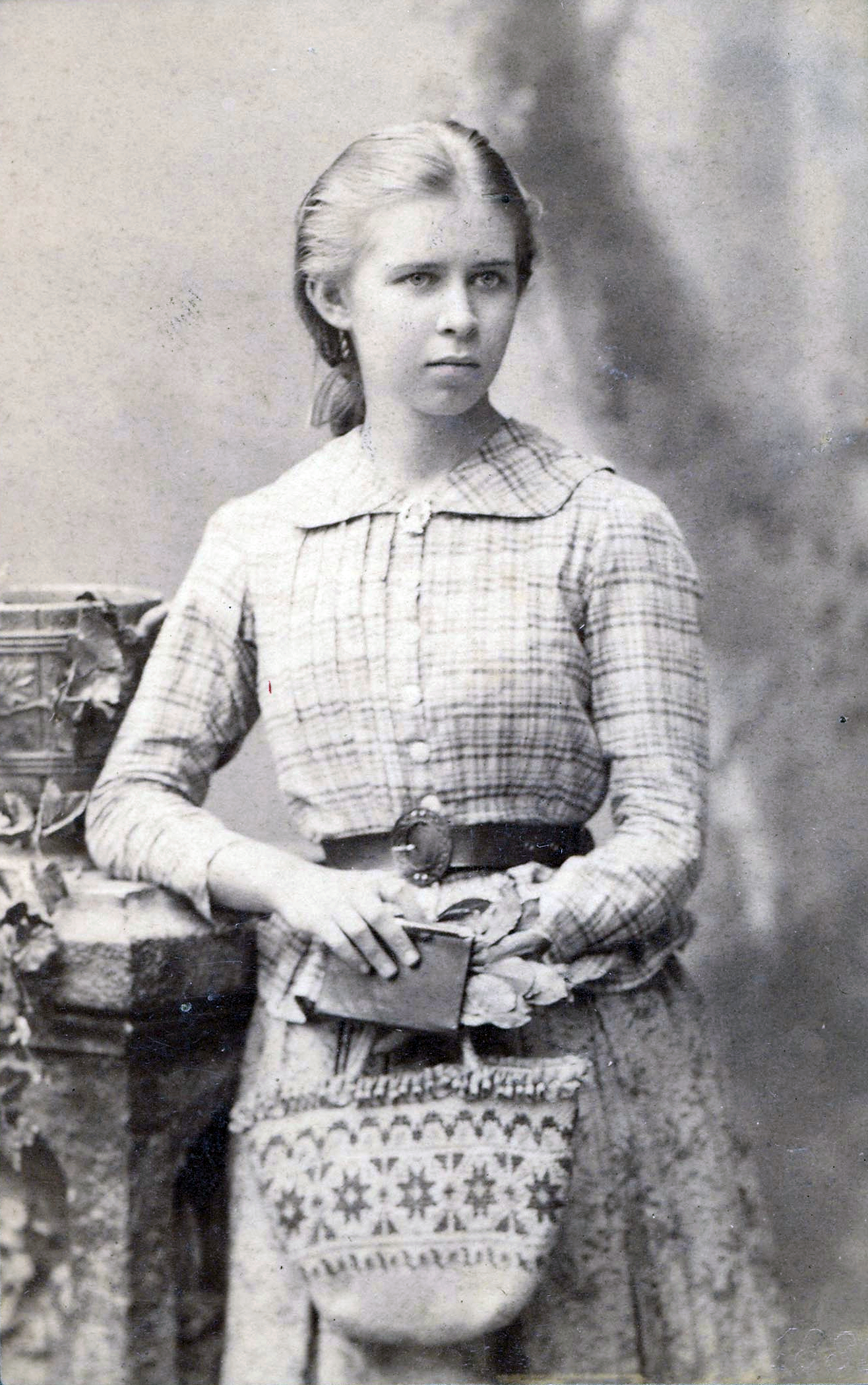
Лариса Косач, Одеса, 1888 р.

З 13 років (1884) Лариса Косач активно пише вірші. Перші спроби стараннями матері опублікувано на сторінках галицьких українськомовних часописів «Зоря», «Дзвінок», ЛНВ («Конвалія», «Сафо», «Літо краснеє минуло» й ін.). Цього року з'явився псевдонім «Леся Українка».
Маючи також художній хист, деякий час брала уроки у Київській Рисувальній школі Олександра Мурашка, звідки залишилась одна картина олійними фарбами. Пізніше Ларисі довелося здобувати освіту самостійно, з материною допомогою.
Про рівень її освіти може свідчити факт, що у 19-літньому віці вона написала для своїх сестер підручник «Стародавня історія східних народів» (вийшов друком у Катеринославі, 1918).
Знала багато європейських мов, крім слов'янських (української, російської, польської, болгарської), також англійську, німецьку, французьку, італійську, давньогрецьку та латину, бралася за вивчення грузинської, шведської, іспанської. Тому багато перекладає, зокрема Гоголя, Тургенєва, Міцкевича, Марію Конопніцьку, Гейне, Гюґо, Свіфта, Шекспіра, Байрона, Жорж Санд, Аду Негрі, Гергарта Гауптмана, Метерлінка, Гомера.
Серед близького оточення Лесі Українки були визначні вчені та громадсько-політичні діячі, які вплинули на її формування: М. Драгоманов, В. Антонович, М. Старицький, М. Лисенко, М. Ковалевський.
9 (21) березня 1888 року народилася сестра Ізидора, яку Леся безмежно любила, називаючи лагідно Гусінькою чи жартівливо Донною Дорою, і яку неодноразово сумлінно доглядала під час хвороб, рятуючи їй життя.

### Зрілість: творчість та обмін досвідом

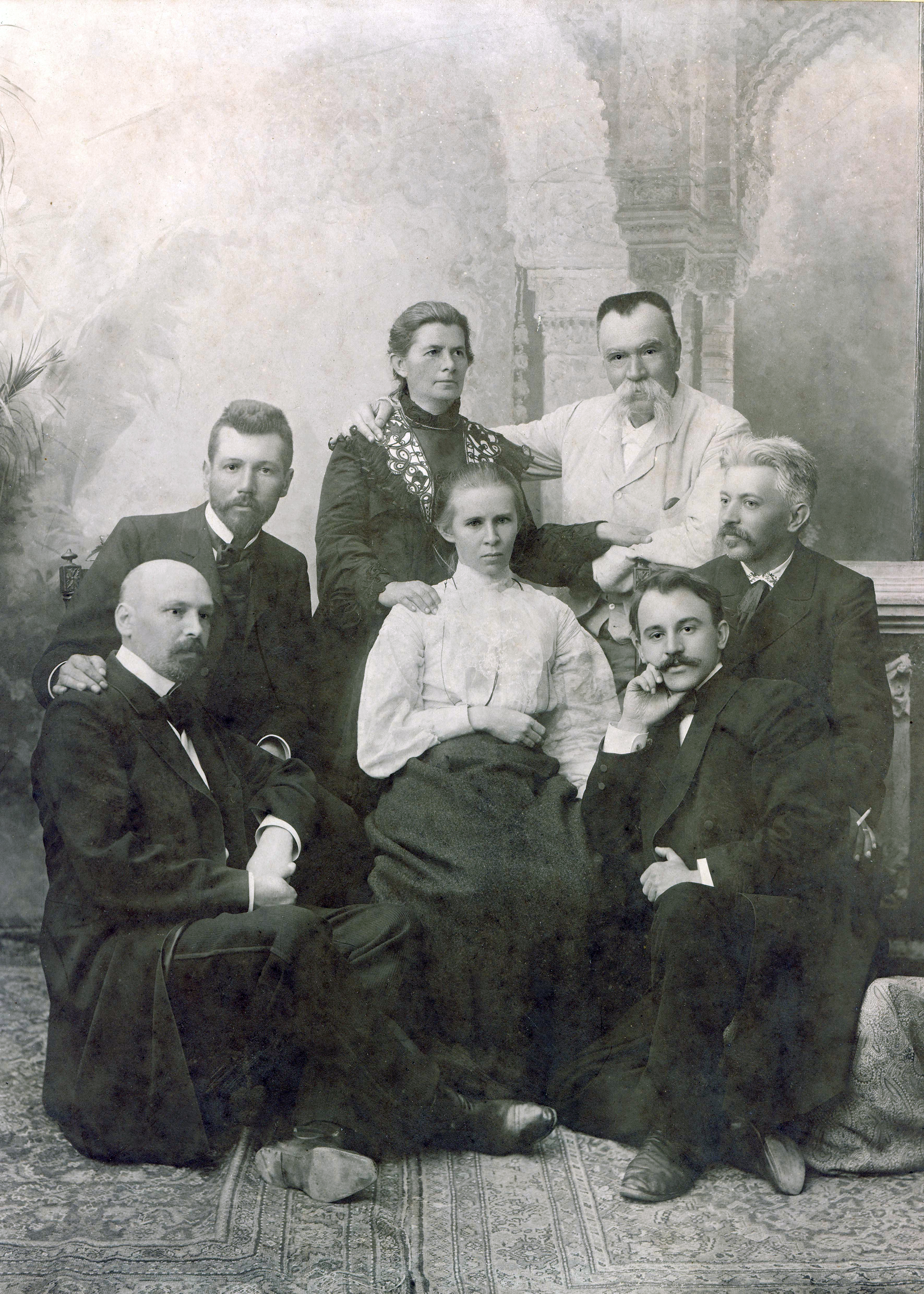
На відкритті пам'ятника І. Котляревському, 1903, Полтава. Зліва направо: М.Коцюбинський, В. Стефаник, Олена Пчілка, Леся Українка, М. Старицький, Г. Хоткевич, В. Самійленко

Побувавши 1891 року в Галичині, а пізніше й на Буковині, Косач знайомиться з культурним бомондом Західної України: Іваном Франком, Михайлом Павликом, Ольгою Кобилянською, Василем Стефаником, Осипом Маковеєм, Наталією Кобринською. Основний зарис соціально-політичного світогляду Лариса Косач сформувала після річного (1894—1895) перебування у М. Драгоманова в Софії і його трагічної смерті. У 1896—1898 рр. Леся Українка стає співзасновницею першої на Наддніпрянщині української соціал-демократичної організації, групи «Українська соціал-демократія».

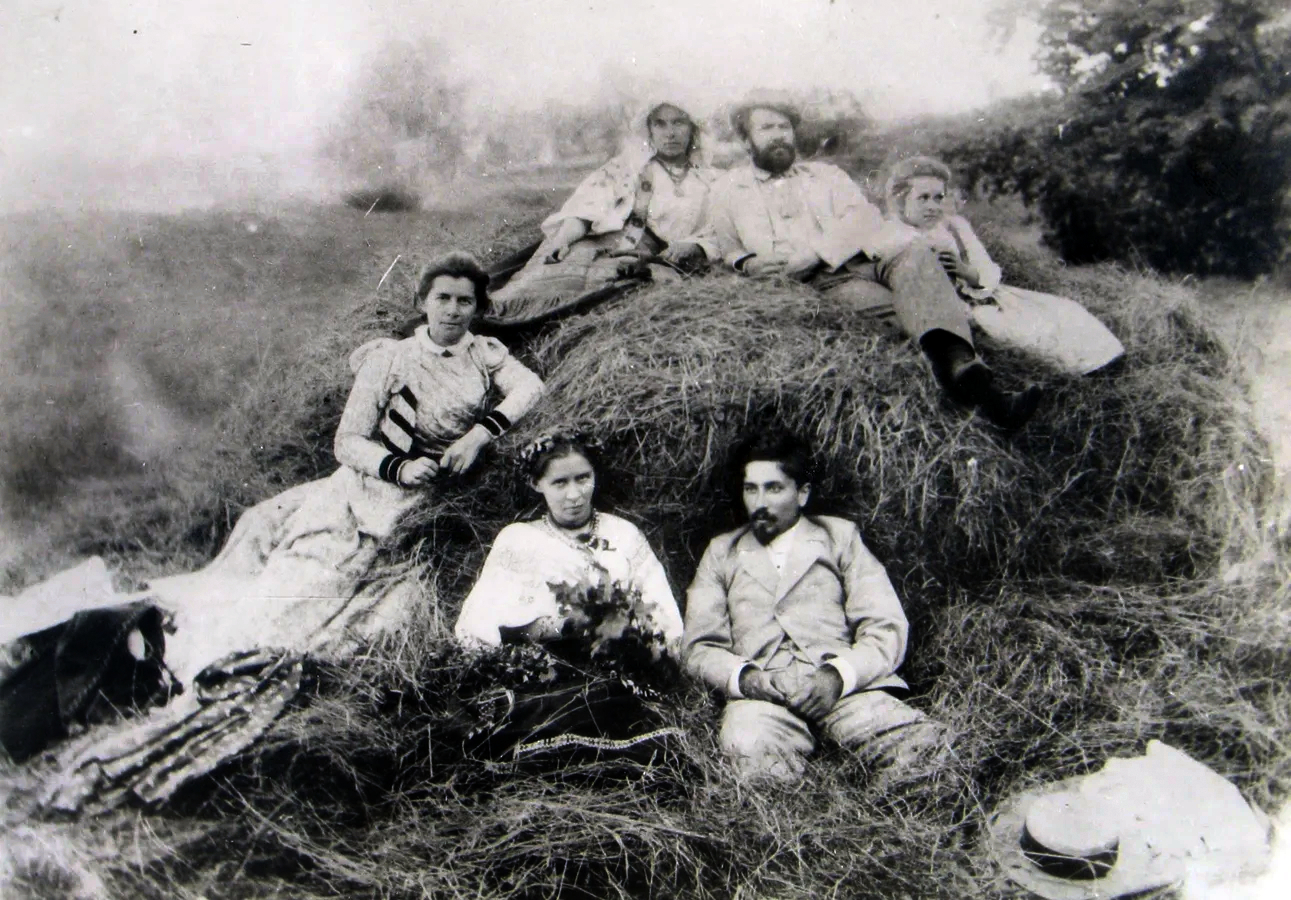
Верхній ряд — Ольга Косач, Олександр Драгоманов, Ізидора Косач; нижній ряд — Олена Пчілка, Леся Українка, Сергій Мержинський. Зелений Гай, фото 8 (20) липня 1898 р.

Історію особистих стосунків Лариси Косач часто розпочинають із Сергія Мержинського, з яким познайомилася у Ялті 1897 року під час лікування сухот. Називаючи ці стосунки «дружбою», а не «коханням», Косач їде до Мінська попри заборону матері, щоб доглядати хворого, коли стан здоров'я «друга моїх ідей» став критичним. Тут 18 (31) січня 1901 року за одну ніч біля ліжка помираючого Мержинського з-під пера Лесі Українки вийшла поема «Одержима».
У листопаді 1898 року Косач знайомиться з 18-літнім першокурсником Климентом Квіткою в літературно-артистичному гуртку Київського університету, де читала своє оповідання «Над морем», пропонує йому записати від себе пісні, які захоплено збирає фольклорист. Згодом знайомство переростає в стосунки. Влітку 1901 року Кльоня (так назвали його Косачі) складає Ларисі компанію в подорожі Буковиною. У 1907 році вони одружились і прожили в шлюбі до смерті письменниці.

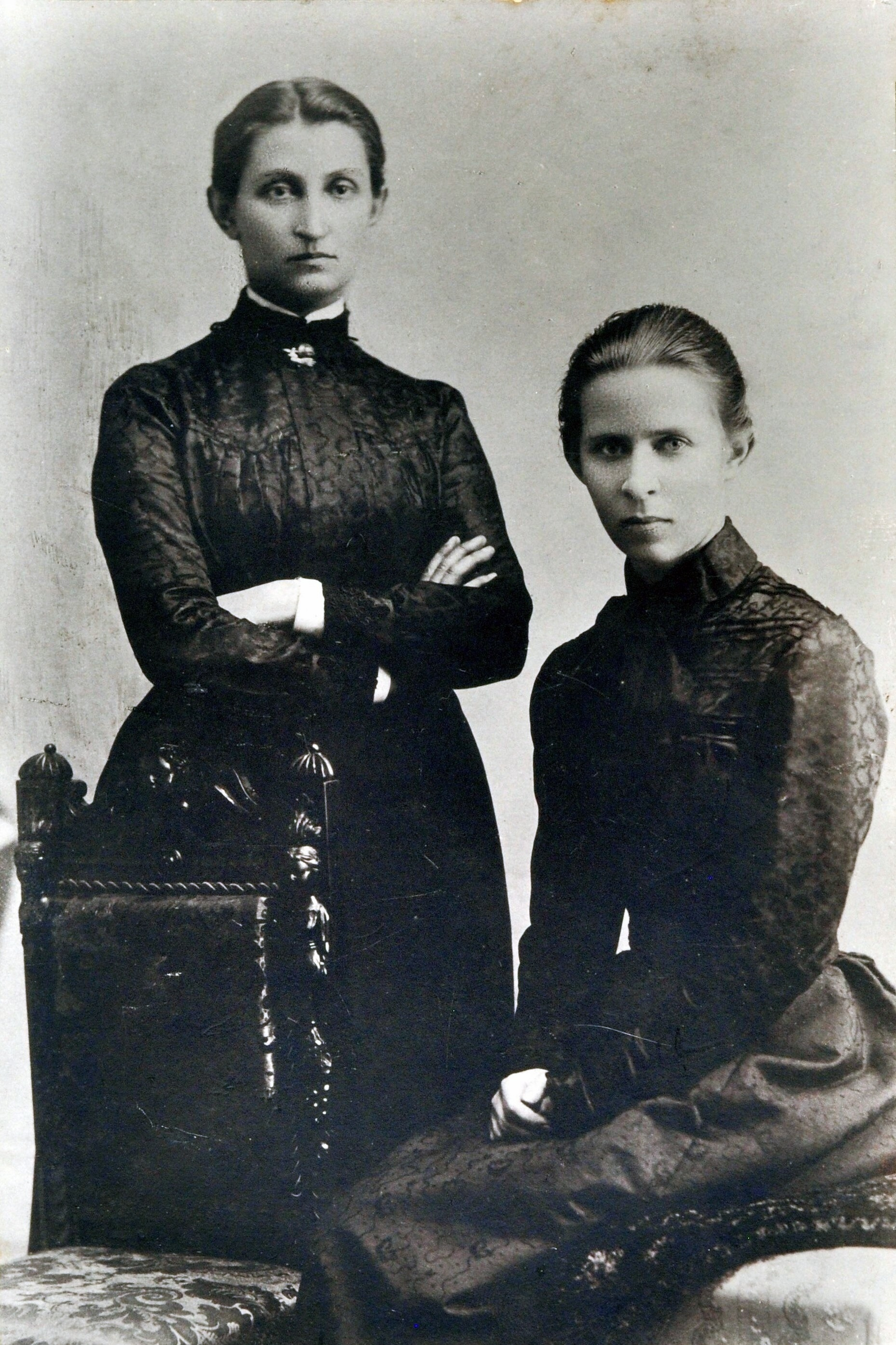
З Ольгою Кобилянською, 1901

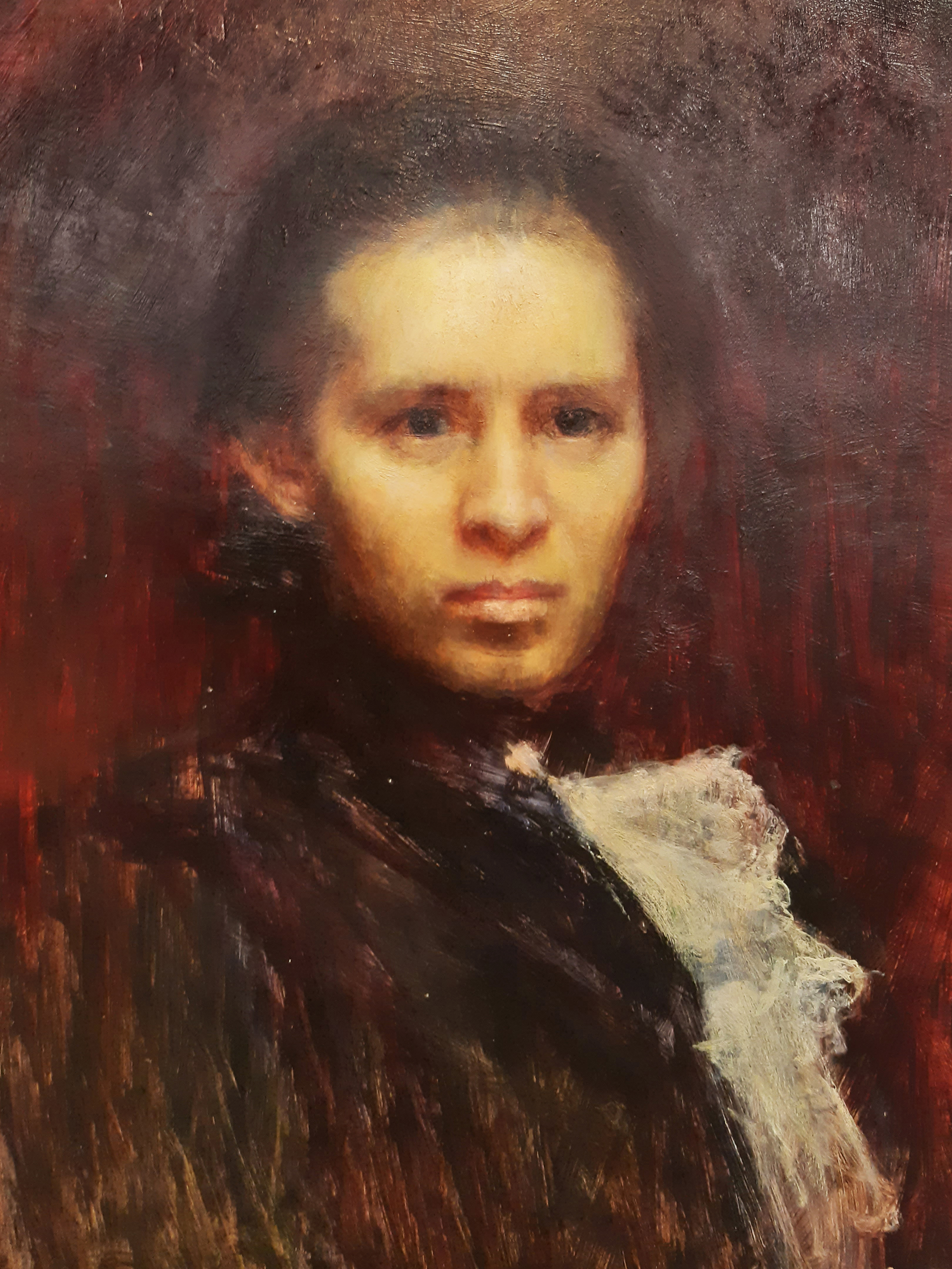
Портрет Лесі Українки. Іван Труш, 1900

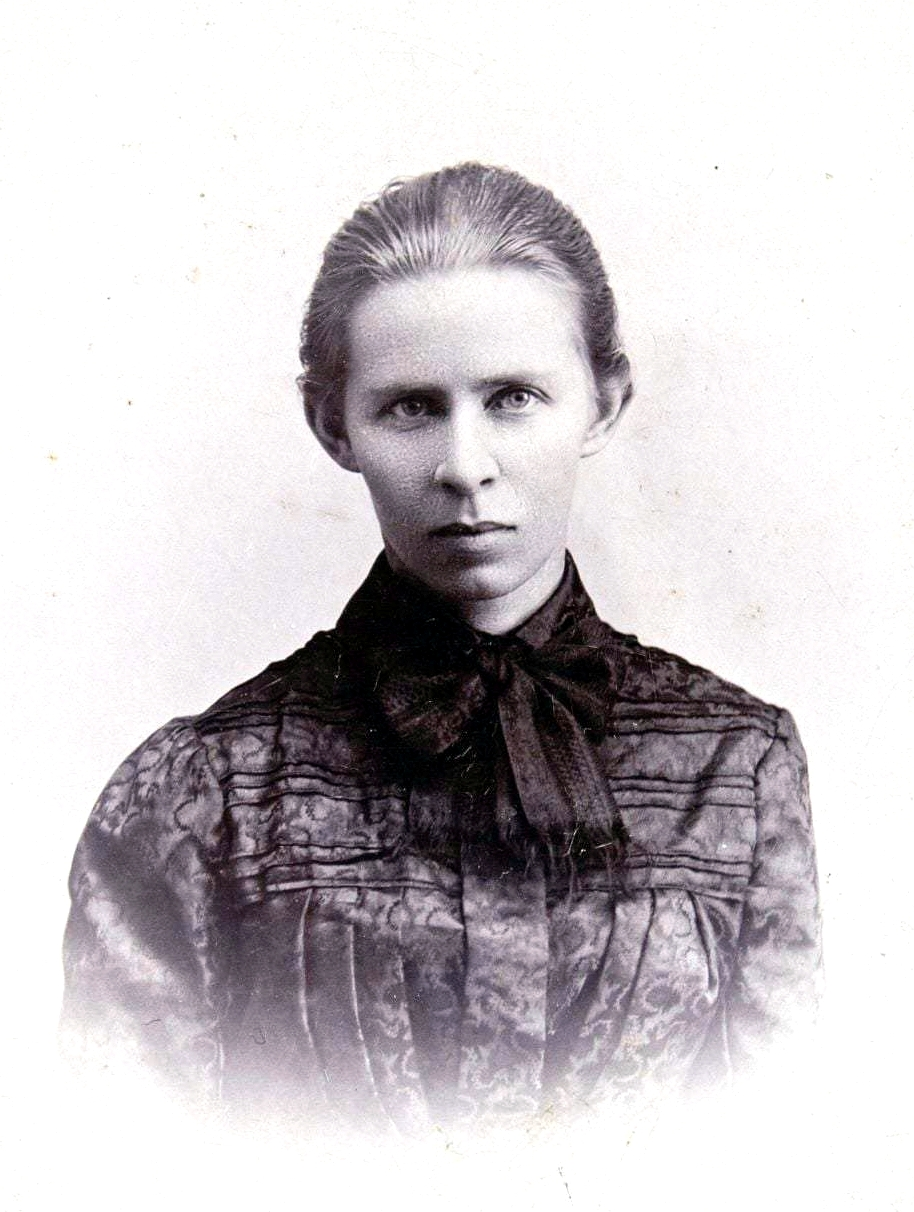
Леся Українка, 1901 р.

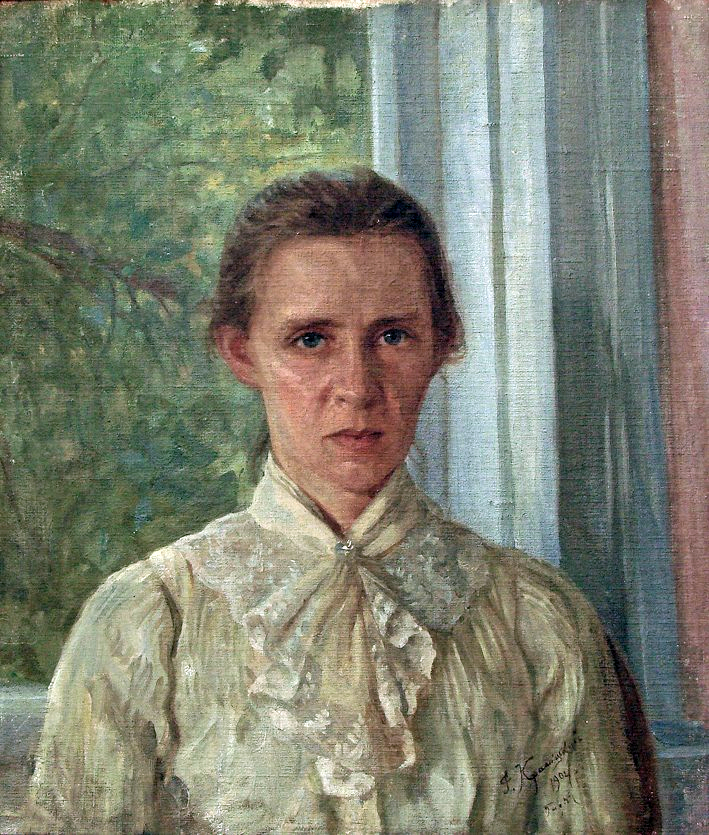
Портрет Лесі Українки. Фотій Красицький, 1904

Особливими стали стосунки Лесі Українки та Ольги Кобилянської. Особисто письменниці познайомилися в 1899 і знайшли одна в одній духовну спорідненість, розуміння, підтримку і любов. Використовуючи в листуванні особливу ніжність («хтось», «хтосічок», «хтось біленький», «хтось чорненький») та активно обмінюючись ідеями і поглядами на становище жінки в Україні та Європі, мисткині засвідчили цим «процес радикального переосмислення свого я» на знак протесту проти патріархальної культури", що збагатило український літературний модерн феміністською перспективою.
З юних літ постійно подорожуючи до Європи та великих міст царської Росії задля лікування, формувала особистий та письменницький світогляд. Косач відвідала майже всі найкращі європейські театри, слухала найславетніших музикантів, була в курсі світових музично-театральних новин. Ці вимушені потребою подорожі до Німеччини, Австро-Угорщини, Італії, Єгипту, кількаразові перебування на Полтавщині, Одещині, у Криму, на Кавказі збагачували та наснажували її душу і тіло.
Леся Українка. Фото 1901 р.jpg
З 20 лютого по 1 березня 1900 року мешкала в Тарту за адресою Каштанова вул., 65 (ест. Kastani tänav). 2001 року Україна встановила на цьому будинкові гранітний пам'ятний знак з портретом поетеси та написами естонською і українською.
Лариса Косач постійно листувалася, серед адресатів, окрім родини Косачів-Драгоманових, найвизначніші діячі доби: Михайло Павлик, Осип Маковей, Іван Франко, Михайло Кривинюк, Ольга Кобилянська, Михайло Коцюбинський, Михайло Старицький, Агатангел Кримський, Михайло Грушевський, Сергій Єфремов, Гнат Хоткевич, Іван Труш, Борис Грінченко.

### Останні роки та діяльність
У січні 1907 року Лесю Українку та її сестру Ольгу без жодної формальної причини арештували. Так вона потрапила до тієї самої камери, де сидів Борис Грінченко. Протримавши ніч, обох сестер відпустили.
На початку березня 1907 року Леся Українка переїхала з Колодяжного до Києва. А в кінці березня разом із Климентом Квіткою здійснила поїздку до Криму, зокрема, побувала у Севастополі, Алупці та Ялті.

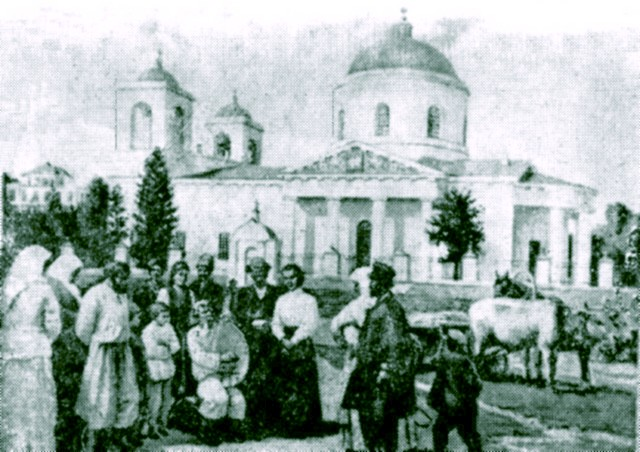
Леся Українка та Климент Квітка біля Св.-Успенського собору, Гадяч

Попри те, що Олена Пчілка була категорично проти стосунків дочки «з якимось жебраком», як презирливо називала Климента Квітку, 7 серпня 1907 р. вони офіційно оформили шлюб у церкві Вознесіння Господнього на Деміївці й оселилися на вулиці Велика Підвальна, 32, кв. 11 у Києві. 21 серпня разом вирушили до Криму, де Квітка одержав посаду в суді. Подружжя живе спочатку в Ялті (жовтень 1907 — кінець 1908), а 6 (19) грудня 1908 подружжя Квіток від'їздить з Ялти до Батумі, і на початку 1909 оселяється у Грузії (1909—1913), часто переїздить через службові призначення чоловіка: Телаві, Кутаїсі та ін.
З 29 листопада 1909 по 13 травня 1910, з 6 лютого по 25 квітня 1911 та з 17 листопада 1912 по 1 травня 1913 (за н.ст.) Леся Українка перебувала на лікуванні у Єгипті (Хельван)
У цей час Лариса Косач багато працює на літературній ниві. 5 травня 1907 написала драматичну поему «Айша та Мохаммед», 18 травня остаточно завершила поему «Кассандра», роботу над якою розпочала ще 1903. 12 травня надіслала до альманаху «З неволі» (Вологда) драматичну поему «На руїнах», видання для допомоги політичним засланцям. У вересні пише поезію «За горою блискавиці», продовжує роботу над творами «У пущі», «Руфін і Прісцілла».

З чоловіком працювала над зібранням фольклору: зокрема, на кошти подружжя організовано етнографічну експедицію Філарета Колесси, в ході якої зроблено одні з перших аудіозаписів кобзарів. У цей самий час інтенсивно опрацьовує власні драми.

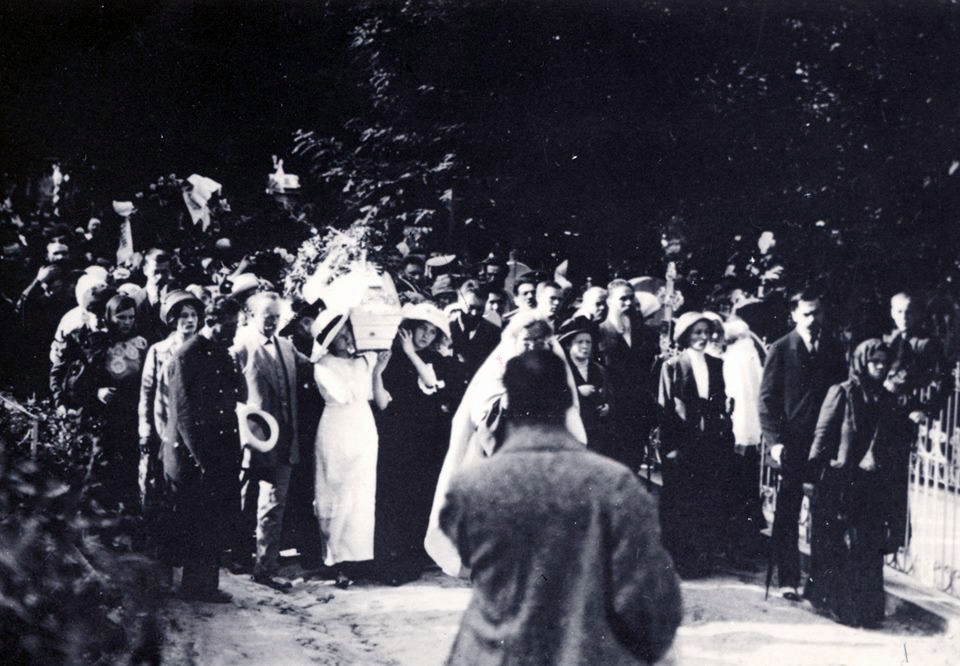
Жалобна процесія з тілом Лесі Українки на Байковому кладовищі, 8 серпня 1913 року

На початку липня 1913 року здоров'я Косач різко погіршилося через туберкульоз нирок. 4 липня на звістку про важкий стан Лариси до Грузії терміново приїжджають мати та Ізидора. Вони наполягають на переїзді з «малярійного» Кутаїсі до гірського Сурамі. Матері письменниця диктувала проєкти так і ненаписаної драми «На берегах Александрії». Символічне значення її творчості можна прочитати в молитві дітей до Геліоса над манускриптами.
Виснажена хворобою, Лариса Косач-Квітка померла 19 липня (1 серпня) 1913 року в Сурамі у 42-річному віці. Похована на Байковому кладовищі в Києві (надгробний пам'ятник — бронза, граніт; скульпторка Галина Петрашевич; встановлений 1939 року). Стосовно похорону Лесі Українки, Дмитро Дорошенко згадував, що «За добу до похорону стало відомо, що згідно з бажанням небіжчиці проводи труни відбудуться без участи духовенства. І справді, поперед жалібної процесії несено тільки чорний хрест. Але за труною йшло троє священиків: о. Павло Погоріло, о. Марко Грушевський і ще хтось третій». З іншого боку, дослідники вказують, що жодних розпоряджень щодо власного похорону Лариса Косач не робила. Могила Лесі Українки є національною пам'яткою.

## Контроверсійне листування з Ольгою Кобилянською

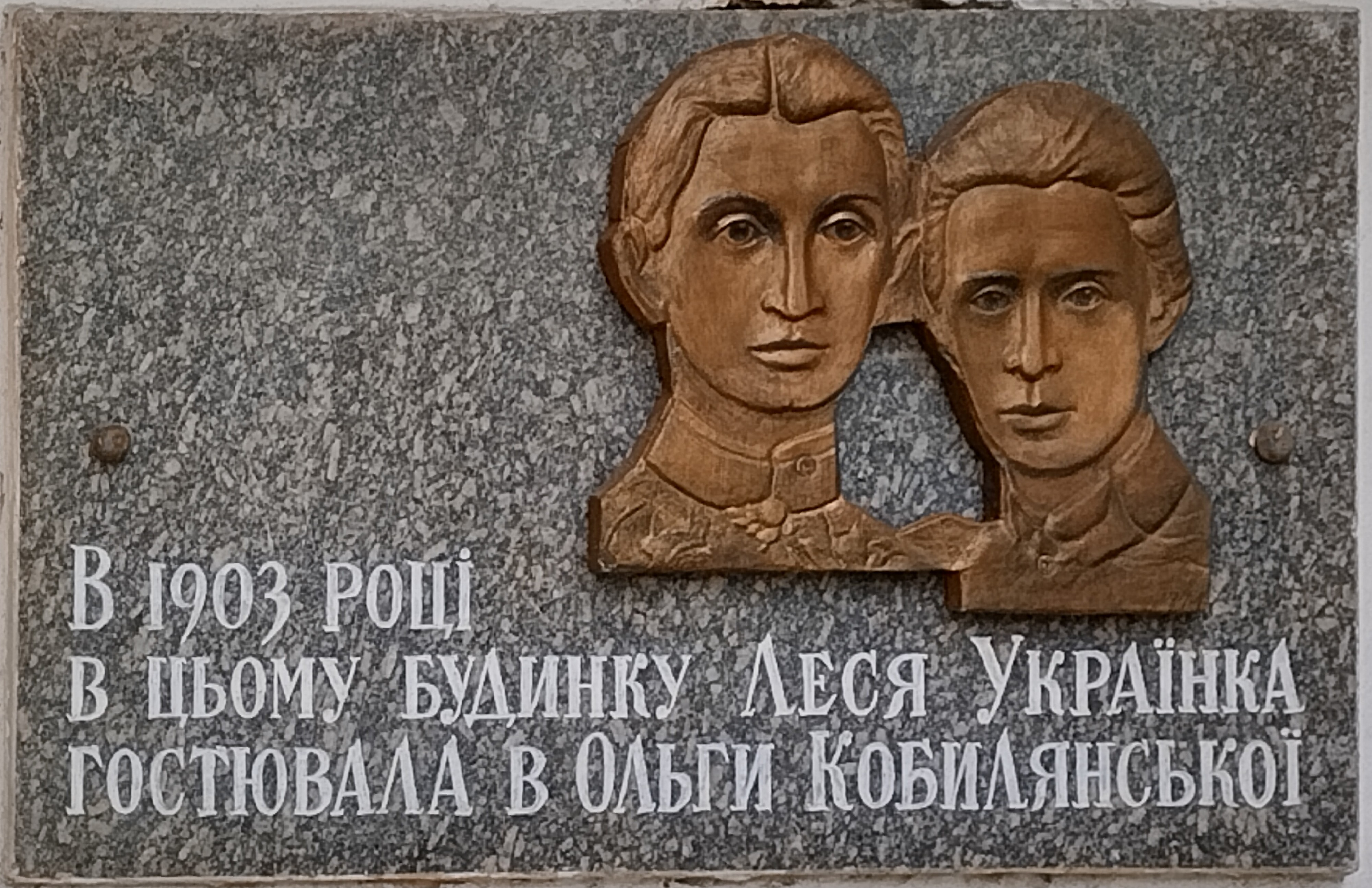
Меморіальна дошка Лесі Українки та Ольги Кобилянській у Чернівцях

Леся Українка листувалась з іншою українською письменницею Ольгою Кобилянською. Особливо активним та відвертим листування було в перші роки ХХ століття. У 1901 році, після смерті нареченого Сергія Мержинського, Леся Українка їде в гості саме до Ольги Кобилянської за підтримкою.
У листах дві письменниці виробили особливий стиль звертання в третій особі – «хтось біленький» і «хтось чорненький», «хтось» і «хтосічок». Часто листи завершувались фразою «Хтось когось любить». Українська літературознавиця Віра Агеєва вказує, що такий стиль листування пов'язаний з сильним душевним зворушенням, одвертістю й розчуленістю, та порівнює його з лесбійськими стосунками англійських письменниць Вірджинії Вульф та Віти Секвілл-Вест.
З іншого боку, українська письменниця Оксана Забужко у своїй книзі «Notre Dame d'Ukraine: Українка в конфлікті міфологій» здійснює спробу спростувати романтичний аспект листування двох письменниць: «Приятельські листи американок, француженок і німкень XIX ст. для сьогоднішнього непідготовленого вуха таки справді можуть звучати мало не як шквал розпаношених лесбійських освідчень: „Як я тебе люблю… ти радість мого життя… моє серденько, як я тужу до тебе, як мрію про той час, коли ми знову побачимося“ і т. д., — тоді як насправді це був цілком звичний, ба навіть ритуалізований тодішньою культурою спосіб жіночого словесного вияву прихильности й симпатії незалежно від об'єкта. Зрозуміло, що „епістолярний роман“ панни Лесі й панни Ольги (стилістично, звісно, непорівнянно винахідливіший — у кожному разі, з Лесиної сторони, що єдина нам і відома) має бути відчитаний насамперед у цьому, питомому для нього контексті.».

## Творча діяльність
Псевдонім «Леся Українка» був фамільним: Лесею Ларису звали Косачі, «Українцем» називався в еміграції Михайло Драгоманов.

### Поезія
Віршувати Лариса Косач почала в 9 років: поезію «Надія» написала під впливом звістки про долю тітки Олени Антонівни Косач (в шлюбі Тесленко-Приходько), засланої за участь у революційному русі. 1884 року у львівському журналі «Зоря» вперше надруковано вірші «Конвалія» та «Сафо» і зафіксовано ім'я — Леся Українка; у наступних перевиданнях до вірша «Сафо» Леся додала посвяту братóвій: «Любій Шурі Судовщиковій на спомин». 1885 року у Львові вийшла збірка її перекладів з Миколи Гоголя (виготовлена спільно з Михайлом).

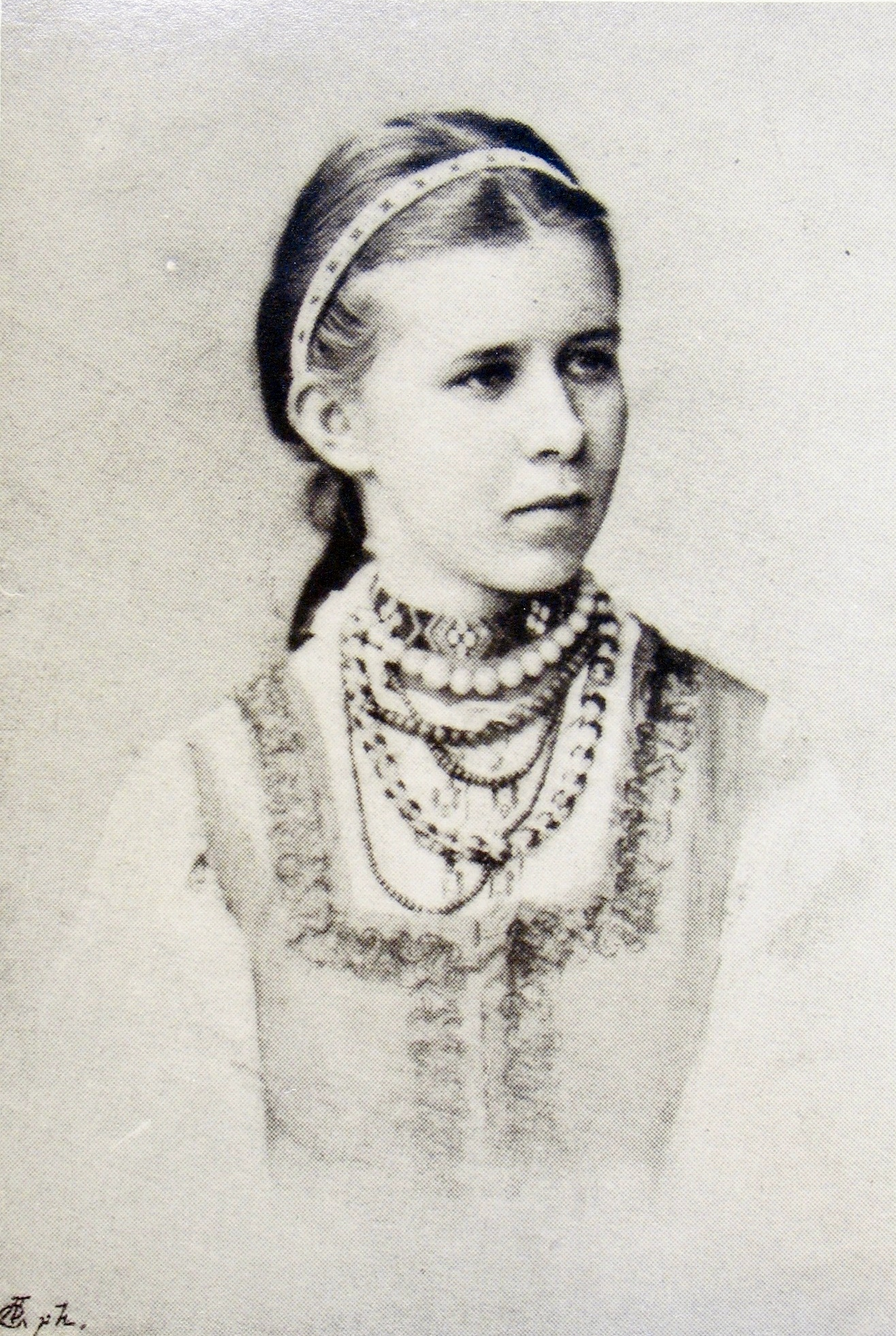
Леся Українка, друга пол. 1880-х рр.

Літературна діяльність Лесі Українки пожвавилася з середини 80-х pp., коли Косачі переїхали до Києва і в оточенні родин Лисенків і Старицьких вона стала співзасновницею літературного гуртка «Плеяда». На прохання «Плеяди» 1889 р. склала свій відомий Список світової літератури для перекладу. 1892 у Львові вийшла «Книга пісень» Генріха Гейне в перекладах Лесі Українки (спільно з М. Славінським. Перша збірка її оригінальних поезій «На крилах пісень» з'явилася у Львові (1893), друге видання — в Києві (1904), там само вийшла й друга збірка «Думи і мрії» (1899), третя «Відгуки» (1902) — в Чернівцях.
Після того Леся Українка працювала ціле десятиліття і створила понад сотню поезій, з яких половина за її життя не була надрукована.
У канон української літератури Леся Українка ввійшла передусім як поетеса хоробрості й боротьби. Тематично багату її лірику трохи умовно (з уваги на взаємозв'язок мотивів) ділять на особисту, пейзажну та громадянську. Головні теми її ранніх ліричних поезій: краса природи, любов до рідного краю, особисті переживання, призначення поета й роль поетичного слова, соціальні та громадські мотиви. У перших творах помітні впливи Шевченка, Куліша, Старицького і Гейне, видно виразні впливи Олени Пчілки і Михайла Драгоманова (псевдонім — Українець) на вибір мотивів.
А вже поезію «Contra spem spero!» (1890) характеризує античне розуміння доблесті (arete), блискуче володіння міфологічними ілюзіями, автокреація жінки-воїтельки. Саме цей аспект творчості на довгі роки визначав тонус наукового «лесезнавства». Такі основні мотиви поезій «До товаришів», «Товаришці на спомин», «Грішниця», «Slavus — Sclavus», «Fiat nox», «Епілог» і багато інших. Мотив волі набирає в ній досить розмаїтих барв: від нескорення традиційному розумінню імперії до індивідуального вибору modus vivendi, що означає відкриття істини та служіння їй. Зрада на будь-якій площині ототожнюється з трагедією, з вчинком Медеї. Лірика жаги та прихованого тріумфу, пов'язаного з неможливістю зреалізувати свою любов, експонує схему лицарської любові. Лірична героїня — лицарка, що співає своїй дамі серця. Еротизм таких віршів як «Хотіла б я тебе як плющ обняти», «Твої листи завжди пахнуть зів'ялими трояндами» — це містичні дифірамби на честь божественної коханки.
Елемент епосу, властивий багатьом ліричним поезіям Українки, знайшов пізніше втілення в баладах, легендах, поемах, писаних на сюжети світової культури, проєктованих на актуальні проблеми вільної людини у світі зневолених («Самсон», «Роберт Брюс, король шотландський», «Віла-посестра», «Одно слово» й ін.) й роль поета в цій боротьбі («Давня казка», «Саул», «Орфеєве чудо»).

### Драматургія

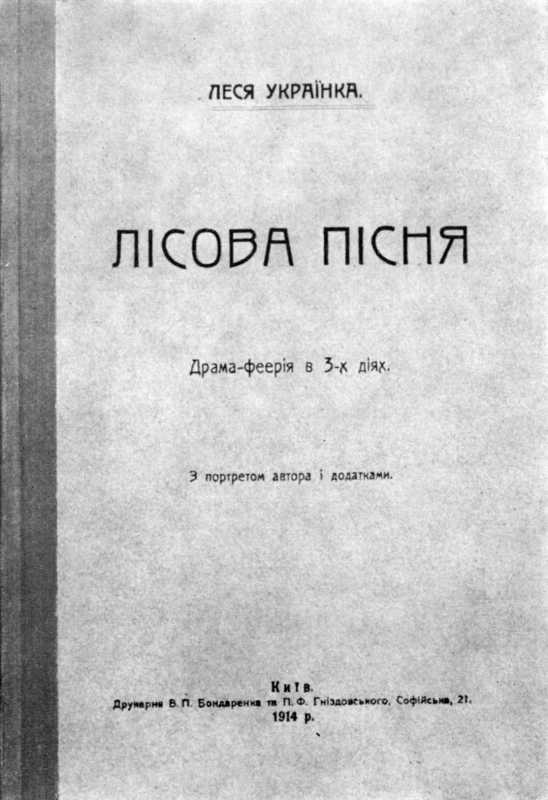
Лісова пісня. Обкладинка видання 1914 р.

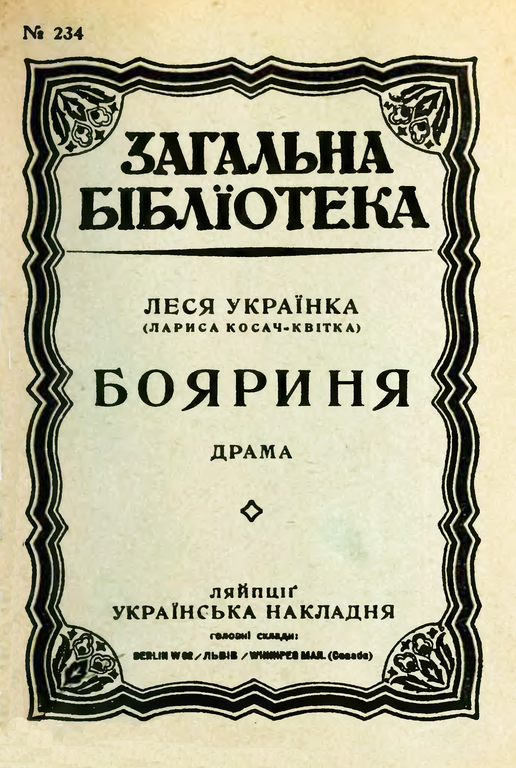
Видання поеми «Бояриня» початок 1930-их, «Українська Накладня», Німеччина

У другій половині 90-х Косач звертається до драматургії. Перша її драма «Блакитна троянда» (1896) з життя української інтелігенції розширює тематику української драми, що доти зображала переважно селянство. Драма засвідчила входження Лесі Українки у модерний світ — насамперед світ символу — й досить вільне в ньому «самопочування». Для висвітлення теми людської норми й ненормальності письменниця ґрунтовно готувалася та студіювала питання, консультувалася з лікарем-психіатром Олександром Драгомановим. Філософський дискурс драми, нав'язуючи до творчості Гауптмана, представляє не тільки божевілля як форму свободи, але й певну тугу за тілом.
Далі Лариса Косач, широко використовуючи теми й образи світової літератури, розвинула новий жанр — драматичну поему. Серед створених нею драматичних поем:
- «Одержима» (1901) — канва біблійної історії Міріам і Месії трансформується в мотив еросу і танатосу, які, втілюючи саме життя, становлять антитезу до постави Міріам.
- Особливе місце посідають драми-поеми на теми вавилонського полону в аналогії до полону України в Російській Імперії («На руїнах» (1904), «Вавилонський полон», «В дому роботи — в країні неволі»). Їх символізм зміст розкрито у вірші «І ти колись боролась, мов Ізраїль, Україно моя»: «Чи довго ще, о Господи,// Чи довго, ми будемо блукати і шукати рідного краю на своїй землі?». Образ неволі як душі, раба власних стереотипів. Раб-єгиптянин і раб-єврей із «В дому роботи — в країні неволі» — це люди, які забули власне коріння. Духовна сліпота стає лейтмотивом творчості Лесі Українки.
- «Кассандра» (1907) — розвинуто метафору людської правди й трагічної істини, яку представляє головна героїня.
- «В катакомбах» (1905) — жорстко критикуються угодництво й пасивність поміркованої громади[43]. Свобода творця — це не служба народові та його утилітарним цілям. Кара за цей вчинок — неможливість творити далі. Мотив вищого покликання митця, який яскраво проявляється вже в циклі поезій «Сім струн» у вірші «Fa» (Фантазіє, ти сила чарівна), тут набувають особливого загострення.
- «Руфін і Прісцілла» (1910) — світлий образ християнки протиставлено грубій силі імператорського Риму.
- «Бояриня» (1910) — у новому ракурсі представляє тему волі, поєднуючи феміністичну та національну жагу до свободи й наслідки тоталітаризму.
- Драма-феєрія «Лісова пісня» (1911) — вершина творчості Лесі Українки. Конфлікт між високим ідеалом і прозаїчною дріб'язковою буденщиною. Головна героїня Мавка — не тільки поетичний образ казкової істоти, а й філософське узагальнення всього прекрасного, вічно живого. Циклічність натури протиставляється людському життю.
- «Камінний господар» (1912) — цілком оригінальне трактування традиційного образу Дон Жуана. Жіночність героя і чоловіча постава Донни Анни континує класичну традицію зміни гендерних ролей, яка призводить до символічної смерті Дон Жуана.
- «Оргія» (1913) — античний фон експлікує провідні питання філософії. Контраст між діонісійським та аполлонівським началами підкреслює постать співця Антея, що розуміє чим є мистецтво і його роль в історії.

### Проза
Окреме місце в літературній спадщині Лесі Українки має мистецька проза. Перші оповідання з сільського життя («Така її доля», «Святий вечір!», «Весняні співи») змістом і мовою пов'язані з народними піснями. У жанрі казки написані «Три перлини», «Чотири казки зеленого шуму», «Лелія», «Біда навчить», «Метелик». Гострим драматизмом відзначаються повісті «Жаль» і «Приязнь». Залишилася незакінченою передсмертна повість Українки «Екбаль Ганем», призначена змалювати психологію арабської жінки.

### Літературна критика та публіцистика
Знання Лесі Українки з теорії й історії літератури були глибокими та ґрунтовними. Вона цікавилася і вивчала історію європейської літератури від давньогрецької до сучасної, була обізнана у багатьох літературах (французькій, німецькій, італійській, іспанській, англійській, американській, скандинавській, польській, болгарській, російській), мала фахові знання в галузі літературознавства, мистецтвознавства, театрознавства, фольклористики, філософії, культурософії.
Активна літературно-критична праця Лесі Українки обмежена коротким періодом (1899—1907 роки). У її доробку — лише кілька літературно-критичних статей та доповідей, але їх вирізняє ґрунтовність та високий рівень опрацювання. Більшість із статей написані російською мовою, оскільки це були доповіді в Київському літературно-артистичному товаристві, які потім друкувалися у російському часописі, або ж були замовлені редакцією російського журналу «Жизнь».
За життя письменниці опубліковано лише 4 статті у журналі «Жизнь» («Два направления в новейшей итальянской литературе [Архівовано 28 листопада 2021 у Wayback Machine.]», «Малорусские писатели на Буковине [Архівовано 28 листопада 2021 у Wayback Machine.]», «Новые перспективы и старые тени [Архівовано 28 листопада 2021 у Wayback Machine.]», «Заметки о новейшей польской литературе [Архівовано 28 листопада 2021 у Wayback Machine.]») та одна — у журналі «Нова громада» («Утопія в белетристиці» [Архівовано 28 листопада 2021 у Wayback Machine.]). Статті «„Михаэль Крамер“. Последняя драма Гергарта Гауптмана [Архівовано 28 листопада 2021 у Wayback Machine.]» та «Новейшая общественная драма [Архівовано 28 листопада 2021 у Wayback Machine.]» не були надруковані, ще кілька статей залишилися незакінченими.

## Значення
Виняткове значення творчості Лесі Українки в історії української літератури полягає в тому, що вона збагатила українську поезію новими темами й мотивами; досконало володіючи катренами й октавами, сонетами й оригінальними строфічними будовами, використовуючи гексаметр, верлібр, п'ятистоповий ямб, вона збагатила строфіку, ритміку й метрику української поезії. На зламі ХІХ—ХХ ст., використовуючи мандрівні сюжети світової літератури, Леся Українка стала в авангарді творчих сил, що виводили українську літературу на широку арену світової літератури.
Особистий та творчий шлях Лариси Косач аналізують переважно дослідниці: роботи Л. Кулінської, Наталі Кузякіної, Віри Агеєвої, Тамари Гундорової, Ніли Зборовської, Тетяни Мейзерської, Наталі Малютіної, Любові Ісаєнко засвідчують феміністичний дискурс лесезнавства. Ґрунтовні монографії випустили Олександра Вісич, Леся Демська-Будзуляк, Лариса Мірошниченко, Оксана Забужко.

### Основні мотиви та теми
За Ларисою Мірошниченко, «у пошуках точності зображуваного Леся Українка в тексті (а через нього і в автоілюстраціях) найближче стояла до художника історичного жанру, що прагне максимально правдиво зображувати людей, події, сюжети, яких не бачив і навіть не міг бачити».
Моральний конфлікт самореалізації індивідуальної свободи вирішується несприйняттям Українкою християнства як власної релігії: «Леся Українка не применшила етичні ідеали християнської релігії (добра, милосердя, любові, надії, віри, правди), однак неприйнятним для неї залишалися форми трактування певних християнських положень». У драматургії Лесі Українки відбувається постійна еволюція індивідуальних свобод людини до свободи етичної, коли прагненням серця не суперечать прагненням духу. Причому в її філософській концепції етична свобода вивищується над свободою фізичною та естетичною. Тому у драматичних поемах розкриваються істинні природа й характер людини з індивідуальною шкалою цінностей, в якій головне — не задоволення власних потреб чи пристрастей, а вищий моральний закон, не нав'язаний, а обраний добровільно. Герой(-їня) Українки перебуває між двома моральними полюсами — «моральної самотності» та «моральної казарми», у її драмах діють герої межових ситуацій, створених письменницею для якнайглибшого висвітлення проблем індивідуальної етики. Леся Демська-Будзудяк поділяє героїв драм Лесі Українки на два типи: жіночий (Кассандра) — пристрасний, вольовий, сексуально активний, та чоловічий (Фауст) — розгублений, невпевнений, схильний до сумніву та морального і духовного безсилля. Пояснюється це тим, що дійсність, у яку потрапляли героїні, часто виявлялася доволі незатишною, а то й ворожою.
Олександра Вісич виявила, що рухомі конструкції (незавершені твори) у Косач домінували над завершеністю. Драму «Осіння казка» дослідниця характеризує так: «Прочитання цього твору часом нагадує полювання за міражами та наштовхує на розуміння невичерпного потенціалу мозаїки дій та образів драми, змістові лакуни якої доречно трактувати як гру, майстерне жонглювання формою». Специфіка побудови драми-поеми «На полі крові», на думку Вісич, дозволяє стверджувати, що цей твір є зразком відкритої драми, оскільки вона "фактично позбавлена жорстких композиційних меж «початок-кінець». Леся Українка належала до авторів, які «проявляють непередбачуваність розвитку первинної моделі твору, нерідко вона відступала від чисто раціоналістичної заданості».

### Сучасний літературний аналіз
Гендерна дослідниця Віра Агеєва в дослідженнях «Поетеса зламу століть: Творчість Лесі Українки в постмодерній інтерпретації» (1991, 2001) інтерпретує творчість Л. Українки за допомогою постмодерністської теорії тексту, зокрема, концепції феміністичної критики. Постать української письменниці розглянуто у контексті інтелектуальних і духовних пошуків її складної доби, зламу віків, в часи зародження численних тенденцій художнього розвитку, що є визначальними для мистецтва всього XX ст. Проаналізовано проблему комунікативного розриву в «Кассандрі», охарактеризовано неоромантичне двосвіття «Лісової пісні». У роботі «Поетичний візіонеризм Лесі Українки» (2007) проаналізовано «комплекс Кассандри»: містичний, віщунський досвід, долучення до трансцендентних вимірів, нелінійний час.
Літературознавиця Лариса Мірошниченко («Леся Українка. Життя і тексти», 2011) досліджує автографи, рукописи, тлумачить іншомовні вирази, за радянщини перекладені поверхово і невірно. Прослідковує вплив картин Ермітажу у Петербурзі та фотознімка Поля Верлена на майбутніх персонажів Лесі Українки.
Леся Демська-Будзуляк у монографії «Драма свободи в модернізмі. Пророчі голоси драматургії Лесі Українки» (2009) розглядає місце Лесі Українки у модерністському дискурсі, досліджує моральну філософію Лариси Косач та етичні конфлікти її героїнь і героїв.
Робота Олександри Вісич «Естетика нон-фініто у творчості Лесі Українки» (2014): нон-фініто («незавершеність», «відкритість») створена індивідуальна парадигма написання твору у Лесі Українки (задум, накопичування матеріалу, «забування», інтенсивне писання, «вилежування», «викінчування», редагування). Через аналіз рукописів у світлі генетичної критики відтворено хронологію семи незакінчених драм мисткині.
Найповнішою з сучасних є фундаментальна історико-культурна праця Оксани Забужко «Notre Dame d'Ukraine. Українка в конфлікті міфологій» (2007), де досліджуються та розвінчуються усталені міфи про Українку. Забужко деконструює міф про Велику Хвору, гностично-лицарський міф поетеси та прослідковує непоправну втрату шляхетсько-лицарської культури, яку так ревно намагалася зберегти Лариса Косач. Дослідниця вказує, що літературознавство звикло «десексуалізувати видатну жінку („одинокого мужчину“) шляхом інфантилізації», і наголошує на її фемінізмі, який "різниться від провінційного галицького «емансипаторства» її сучасниць шляхетською «генеалогією».

### Зв'язок із неоязичництвом
Леся Українка і неоязичницький світогляд розглядаються у контекстах художнього, наукового та релігійного поглядів, що можуть як конфліктувати між собою, так і вступати у діалог, породжуючи спільні сенси. Підставою для цих естетичних та етичних пошуків є три напрямки інтелектуальної спадщини письменниці: художні твори, розвідки з фольклористики і теоретичні праці на тему історії. На тлі цього, в окремих випадках, Лесю Українку тлумачать як постать, що стоїть у витоків українського рідновір'я.

## Список творів та видань
Твори Лесі Українки видавалися багаторазово. Науково об'єктивнішими є видання «Книгоспілки» (у 7 тт. 1923 — 25 і в 12 тт. 1927 — 30) з фаховими передмовами М. Зерова, Б. Якубського, М. Драй-Хмари, П. Руліна, Є. Ненадкевича, О. Білецького й інших. Усі пізніші видання мають умисні цензурні пропуски: у 5 тт. (1951 — 56), у 10 тт. (1963 — 65) і в 12 тт. (1975 — 79). Цінне багатим біографічним і епістолярним матеріалом є видання Ольги Косач-Кривинюк «Леся Українка. Хронологія життя і творчості» (Нью-Йорк, 1970).
2021 року видано повне нецензуроване академічне зібрання творів Лесі Українки в 14-ти томах, до якого увійшли усі знайдені на той час тексти письменниці: драматичні, поетичні та ліро-епічні твори, художня проза, літературно-критичні та публіцистичні статті, переклади (поезія, проза, драма, публіцистика та інше), записи народної творчості (пісні, записані з голосу Лесі Українки), «Стародавня історія східніх народів» (текст підручника, написаного письменницею для молодшої сестри), листи, конспекти, виписки з книг, нотатки та інше. Зокрема й було відновлено фрагменти та матеріали, вилучені цензурою у попередніх виданнях. Загальний обсяг видання склав 9 448 сторінок.

### Видання мовами світу
Твори Лесі Українки перекладено багатьма мовами світу, зокрема й англійською, бенгальською, грузинською, італійською, кримськотатарською, німецькою, польською, російською, французькою, угорською мовами.
Важливою для світового ознайомлення з творчою спадщиною Лесі Українки стала книжка Lesya Ukrainka in translations, видана у Філадельфії в 1988-му році. Видання містить переклади сімома мовами, зокрема переклад драми «У пущі» англійською (пер. Роксолани Стойко-Лозинської), драми «Блакитна троянда» німецькою (пер. Ебергард Райснер), драми «Камінний господар» іспанською (пер. Петра Клюка), уривки драм «Касандра» та «Лісова пісня» португальською (пер. Віри Вовк).

## Адаптації та творчість за мотивами

Фільм «Лісова пісня» (1961)

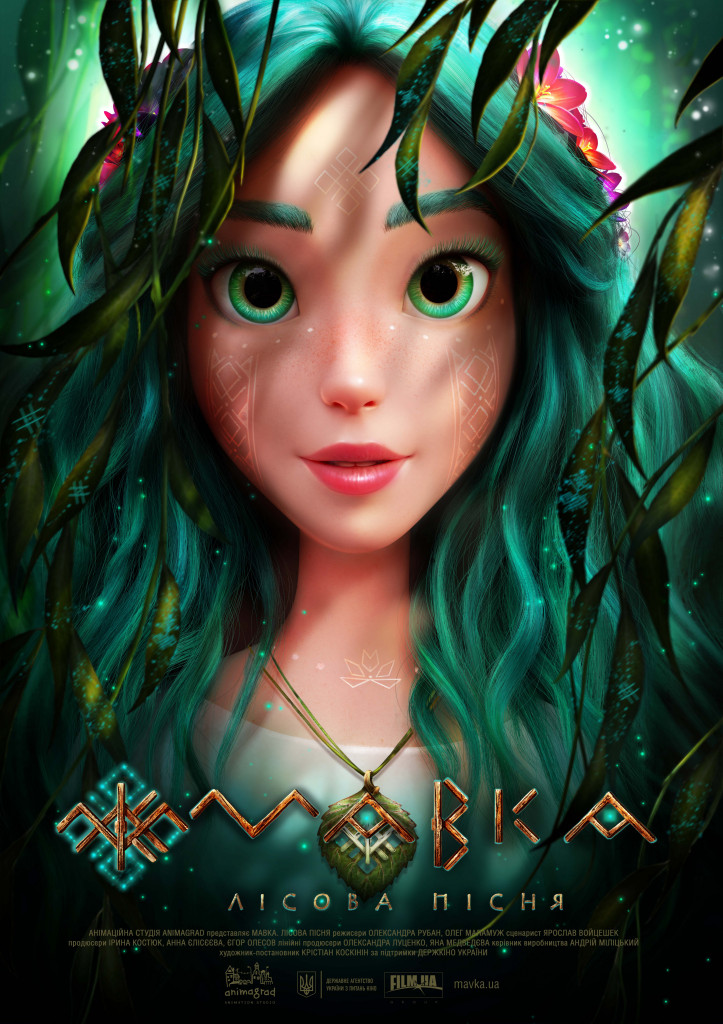
3D-мультфільм «Мавка. Лісова пісня»

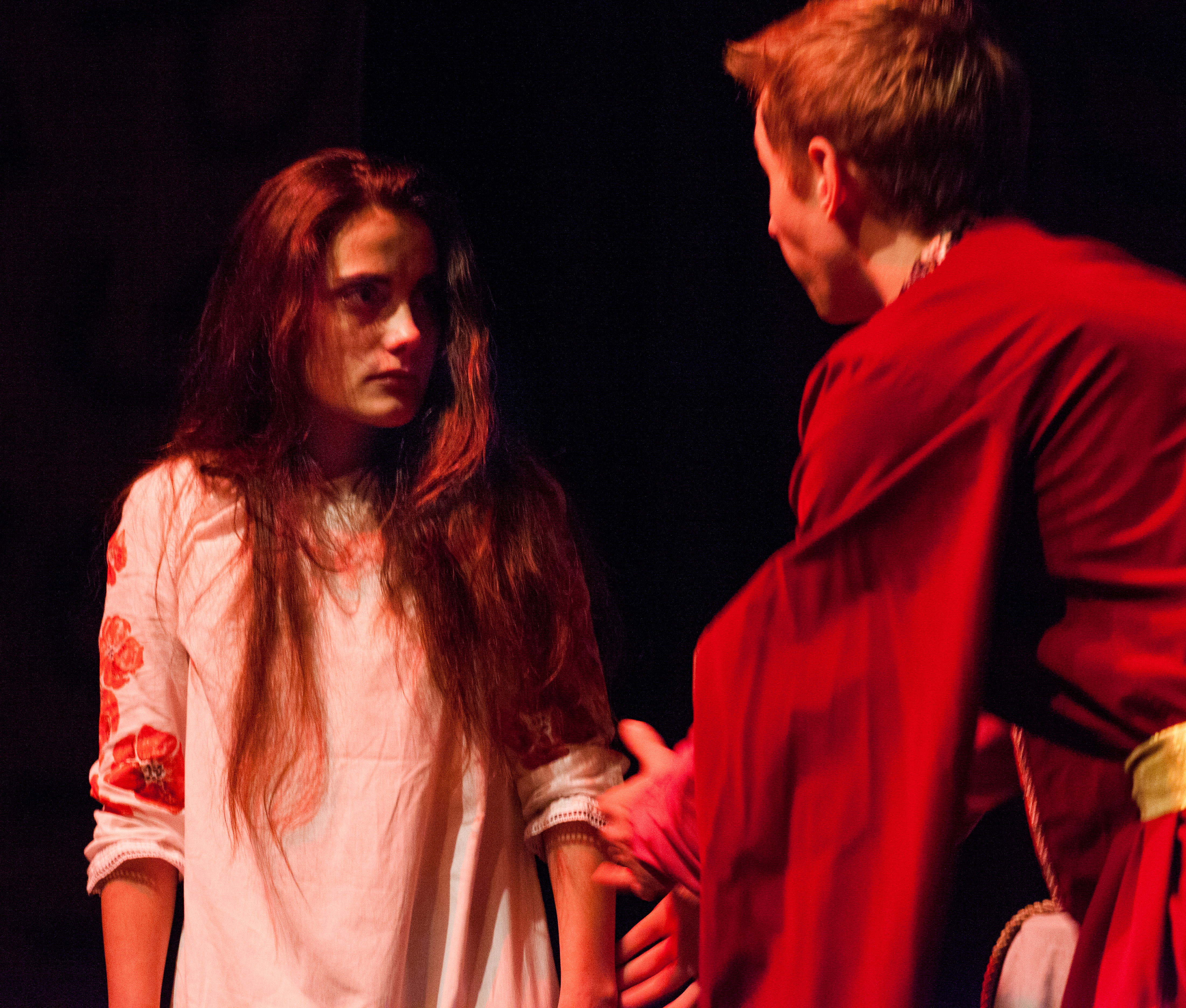
Вистава «Бояриня» Чесного театру, режисерка Катерина Чепура, Київ, 2015

### Кіноекранізації творів Лесі Українки

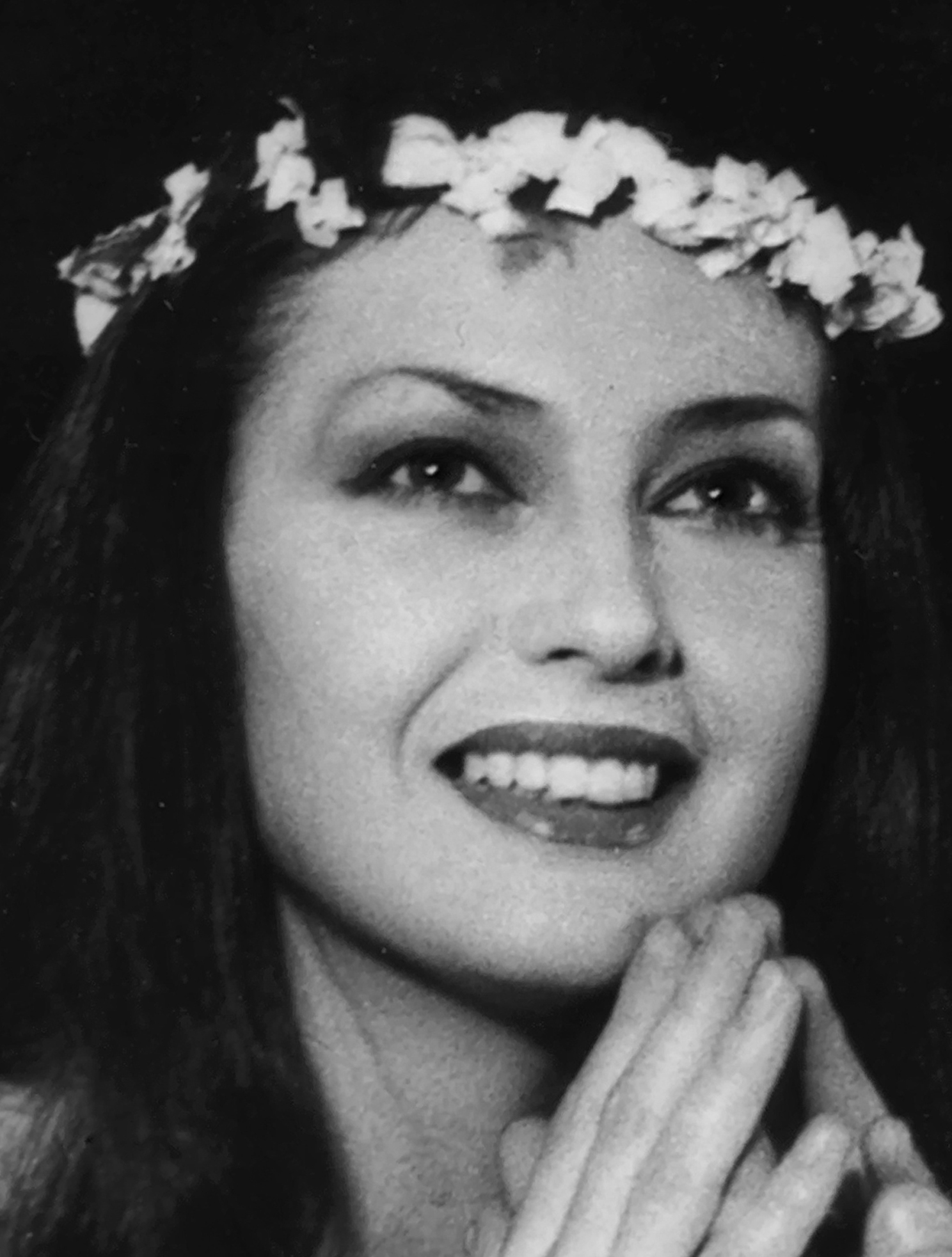
Ярослава Мосійчук у ролі Мавки

Серед найвідоміших екранізацій:
- «Лісова пісня» (1961), фільм Віктора Івченка;
- «Камінний господар» (1971), фільм Мстислава Джинджиристого;
- «Кассандра» [Архівовано 20 березня 2020 у Wayback Machine.] (1974), фільм Юрія Некрасова, Сергія Сміяна;
- «Лісова пісня» (1976), мультфільм Алли Грачової;
- «Лісова пісня. Мавка» (1981), фільм Юрія Іллєнка;
- «Спокуса Дон Жуана» (1985), фільм Василя Левіна та Григорія Колтунова;
- «Блакитна троянда» (1988), двосерійний фільм Олега Бійми;
- «Оргія» (1991), телевізійна вистава;
- «На полі крові. Aceldama» (2001), фільм Ярослава Лупія;
- «Мавка. Лісова пісня» (англ. Mavka. The Forest Song) — український ЗD-мультфільм Олександри Рубан.

### Творчість Лесі Українки в музиці
- «Лісова пісня» опера Мирослава Волинського
- «Одержима» опера Мирослава Волинського
- «Завжди терновий вінець буде кращий, ніж царська корона» музика Мирослава Волинського

### Театральні вистави за творами Лесі Українки
- 1899 — «Блакитна троянда» (реж. Марко Кропивницький, трупа Марка Кропивницького)
- 1923 — «У пущі» (реж. О. Корольчук, Національний академічний український драматичний театр ім. Марії Заньковецької)
- 1924 — «Лісова пісня» (реж. Євген Коханенко, Київський театр ім. Івана Франка)
- 1925 — «Камінний господар» (реж. Гнат Юра, Київський театр ім. Івана Франка)
- 1943 — «На полі крові» (реж. Володимир Блавацький, Львівський Оперний Театр)
- 1943 — «Йоганна, жінка Хусова» (Львівський Оперний Театр)
- 1943 — «Одержима» (реж. Володимир Шашаровський, львівський Літературно-мистецький клуб
- 1946 — балет Михайла Скорульського «Лісова пісня» (Київський театрі опери та балету УРСР імені Тараса Шевченка). З 1958 року балет виконується у постановці балетмейстера Вахтанга Вронського, Марії Загайкевич
- 1938 — «Лісова пісня» (реж. І. Богаченко, Національний академічний український драматичний театр ім. Марії Заньковецької)
- 1946 — «У пущі» (режисер — Гнат Юра, Київський театр ім. Івана Франка)
- 1952 — «Лісова пісня» (реж. В. Івченко, Національний академічний український драматичний театр ім. Марії Заньковецької)
- 1969 — «Блакитна троянда» (реж. М. Гіляровський, Національний академічний український драматичний театр ім. Марії Заньковецької)
- 1970 — «Кассандра» (реж. Сергій Сміян, Київський театр ім. Івана Франка)
- 1971 — «Камінний господар» (реж. С. Данченко, Національний академічний український драматичний театр ім. Марії Заньковецької)
- 1983 — «Лісова пісня». (реж. А. Бабенко, Національний академічний український драматичний театр ім. Марії Заньковецької)
- 1984 — «Лісова пісня» (реж. Київського театру юного глядача)[50]
- 1988 — «Камінний господар» (реж. Сергій Данченко, Київський театр ім. Івана Франка)
- 1989 — «На полі крові» за поемою Лесі Українки; (реж. Володимир Кучинський, Львівський академічний театр імені Леся Курбаса)
- 1990 — «Йоганна, жінка Хусова» за поемою Лесі Українки; реж. Володимир Кучинський, Львівський академічний театр імені Леся Курбаса)
- 1991 — «Орфеєве чудо». (реж. Б. Козак, Національний академічний український драматичний театр ім. Марії Заньковецької)
- 1991 — «Бояриня» Харківський академічний український драматичний театр імені Тараса Шевченка
- 1992 — «Біда навчить» Б. Стельмаха за Лесею Українкою (реж. Г. Шумейко, Національний академічний український драматичний театр ім. Марії Заньковецької)
- 1993 — «Лісова пісня» (реж. Дмитро Чирипюк, Національний академічний драматичний театр імені Івана Франка)
- 1994 — «На межі» (режисери Ф. Стригун, Є. Ушаков, Національний академічний український драматичний театр ім. Марії Заньковецької)
- 1995 — «Апокрифи» за драматичною поемою «На полі крові» і драматичним етюдом «Йоганна, жінка Хусова» (реж. Володимир Кучинський, Львівський академічний театр імені Леся Курбаса)
- 2001 — моновистава «На полі крові» (реж. Ірина Волицька, творча майстерня «Театр у кошику»)[51]
- 2001 — «Мріє, не зрадь» (Інсценізація та режисура Т. Литвиненко, Національний академічний український драматичний театр ім. Марії Заньковецької)
- 2001 — триптих «Шляхи рівняйте Духові його» за поемами «На руїнах», «В катакомбах», «Орфеєве чудо» (реж. Степан Пасічник, Харківський театр «Post Scriptum»)
- 2002 — «Одержима» (реж. Ірина Волицька, творча майстерня «Театр у кошику»)
- «Адвокат Мартіан» (реж. Степан Пасічник, Харківський театр «Post Scriptum»)
- 2004 — «Оргія» (реж. Ф. Стригун, Національний академічний український драматичний театр ім. Марії Заньковецької)
- 2006 — поетична вистава «Монологи. Вечір Слова» за поезіями Лесі Українки (реж. Степан Пасічник, Харківський театр «Post Scriptum»)
- Вистава-триптих «Апокриф» із творів «Прокляття Рахілі», «Що дасть нам силу?» і «На полі крові» (реж. Руслана Порицька, Луцький театр «ГаРмИдЕр»)
- 2009  — «Бояриня» (реж. Григорій Шумейко, Національний академічний український драматичний театр ім. Марії Заньковецької)
- 2009 — «На полі крові» (Луцький театр «ГаРмИдЕр»]])
- 2009 — «На полі крові» (реж. Юрій Розстальний, Національний академічний драматичний театр імені Івана Франка) — прем'єра на сцені у фойє, з 2011 року — на Камерній сцені ім. Сергія Данченка[52]
- 2010 — «Лісова пісня» (реж. Людмила Колосович, Львівський театр Лесі)
- 2011 — «Лісова пісня» (реж. Андрій Приходько, Львівський академічний театр імені Леся Курбаса)
- 2011 — «Блакитна троянда» (реж. Т. Литвиненко, Національний академічний український драматичний театр ім. Марії Заньковецької)
- 2013 —«Бояриня» (реж. К. Чепура, Чесний театр[53])
- 2016 — сторітелінг «Одержима» (реж. Павло Ар'є, Львівський театр Лесі)
- 2017 — пластична вистава «Любов)» (реж. Артем Вусик, Львівський театр Лесі[54]
- 2019 — «Verba» за драмою-феєрією «Лісова пісня» (реж. Сергій Маслобойщиков, Національний академічний драматичний театр імені Івана Франка)[55]
- 2019 — «Лісова пісня» (реж. Сергій Павлюк, Одеський театр юного глядача)
- 2020 — «Камінний господар» (реж. Іван Уривський, Київський академічний драматичний театр на Подолі)[56][57]
- 2020 — «На полі крові» (реж. Павло Кільницький, Івано-Франківський академічний обласний театр ляльок імені Марійки Підгірянки)[58]
- 2020 — «Саронська квітка, або інша сторона гріха» за творами «На полі крові» і «Йоганна, жінка Хусова» (реж. Денис Федєшов, Чернігівський обласний академічний український музично-драматичний театр імені Тараса Шевченка)[59][60]
- 2021 — «LE» Re: post-опера на музику Сергія Вілка, Андрія Мархеля, Яни Шлябанської (реж. Влад Троїцький, NOVA OPERA, м. Київ)[61]
- 2021 — «Грішниця» (реж. Тетяна Авраменко, Київський академічний театр українського фольклору «Берегиня»)
- 2021 — «Зі співом на устах» літературно-музична композиція Л. Оспадової за уривками з п'єс «Кассандра», «Лісова пісня», «Камінний господар» та віршами (реж. Костянтин Гросман, Миколаївський академічний художній російський драматичний театр)
- 2021 — «Кассандра» (реж. Давид Петросян, Національний академічний драматичний театр імені Івана Франка, м. Київ)[62][63]
- 2021 — «Леся Українка. Жіноча доля» літературно-театралізоване дійство (реж. Наталія Тимощук, Полтавський академічний обласний театр ляльок)
- 2021 — «Лісова пісня» (реж. Ігор Борис, Харківський академічний український драматичний театр імені Тараса Шевченка)
- 2021 — «На полі крові» (реж. Євген Скрипник, Кіровоградський академічний український музично-драматичний театр імені М. Л. Кропивницького)
- 2021 — «На полі крові» (реж. Іван Данілін, Рівненський обласний академічний український музично-драматичний театр)
- 2021 — «Розмова» (реж. Ірина Волицька, Творча майстерня «Театр у кошику», м. Львів)[64]
- 2021 — «Оргія» опера Олександра Костіна (реж. Тетяна Воронова, Оперна студія Національної музичної академії України ім. Петра Чайковського)[65]
- 2021 — «ЛесЯ Українка» Павла Гончарова за мотивами творів «Одержима», «Камінний господар», «Кассандра», «Бояриня» (реж. Павло Гончаров, Черкаський академічний обласний український музично-драматичний театр імені Т. Г. Шевченка)
- 2021 — «Лісова пісня. Реінкарнація» (реж. Дмитро Карачун, Молодіжний театр «Silentium», м. Калуш)
- 2021 — «Лісова пісня» (реж. Ольга Турутя-Прасолова, Харківський державний академічний російський драматичний театр імені О. С. Пушкіна, мала сцена)[66][67][68]
- 2021 — «На полі крові» (реж. Тетяна Лещова, Запорізький академічний обласний український музично-драматичний театр імені Володимира Магара)[69]
- 2021— «Кассандра» — (реж. Ігор Білиць, Національний академічний український драматичний театр ім. Марії Заньковецької)

### Радіовистави за творами Лесі Українки
- «Бояриня», озвучили ведучі [Архівовано 19 жовтня 2020 у Wayback Machine.] Національної радіокомпанії України (О. Лігус, С. Гудзь-Войтенко, О. Ткаченко);
- «Кассандра», озвучили актори [Архівовано 19 жовтня 2020 у Wayback Machine.] Національного академічного драматичного театру ім. Івана Франка;
- «Оргія», озвучили актори [Архівовано 19 жовтня 2020 у Wayback Machine.] Львівського драматичного театру імені Лесі Українки (Д. Благий, М. Панченко, С. Розпутня, Є. Якубовська, Л. Перейма, В. Баліцький);
- «Оргія», Частина І [Архівовано 21 березня 2019 у Wayback Machine.], Частина ІІ [Архівовано 22 березня 2019 у Wayback Machine.], озвучили актори (Б. Ступка, К. Степанков, О. Ступка та інші).

### Аудіокниги за творами Лесі Українки
- «Бояриня», озвучила Ада Роговцева;
- «Давня казка», озвучила [Архівовано 14 лютого 2020 у Wayback Machine.] Катерина Наконечна для проєкту «Книги, що говорять»;
- «Давня казка», озвучено студією «Філіжанка Кави» [Архівовано 19 жовтня 2020 у Wayback Machine.];
- «Лісова пісня», озвучила [Архівовано 13 квітня 2019 у Wayback Machine.] Ада Роговцева;
- «Лісова пісня», озвучено студією «Філіжанка Кави» (2018) (читають С. Лірник, Н. Кирєєва, Є. Снігир, О. Власенко, К. Сузанський, М. Тютюнник, З. Власенко та ін.).

### Пісні на слова Лесі Українки
Поетичні тексти Лесі Українки використовують у творчості українські гурти та сольні виконав(и)ці:
- Королівські Зайці (пісні «В себе на вежі», «Русалка», «Аби я», «Голубка», «Дні без сонця»);
- Mavka (пісні «Semmering», «Zori»);
- Тельнюк: Сестри (пісні «На мотив з Міцкевича», «Літо краснеє минуло…», «Досадонька (Ой, здається — не журюся…)», «Contra spem spero!»);
- Тарас Компаніченко (пісня «Трагедія»);
- KRUTЬ (пісня «Леся», вірш «Contra spem spero!»);
- Театр Лесі Українки у Львові: пісня «Тихо» (вірш «Якщо прийде журба…»). Прем'єра кліпу відбулась у 2019 році до 148 річниці від дня народження патронеси театру.

### Відеогра за мотивами «Лісової пісні»
Американська компанія Colabee розпочала 2016 року розробку пригодницької відеогри за мотивами твору «Лісова пісня» («The Forest Song»). Цей проєкт новоствореної команди розробників, що базуються в Сієтлі та Києві, однак, був скасований.

## Пам'ять

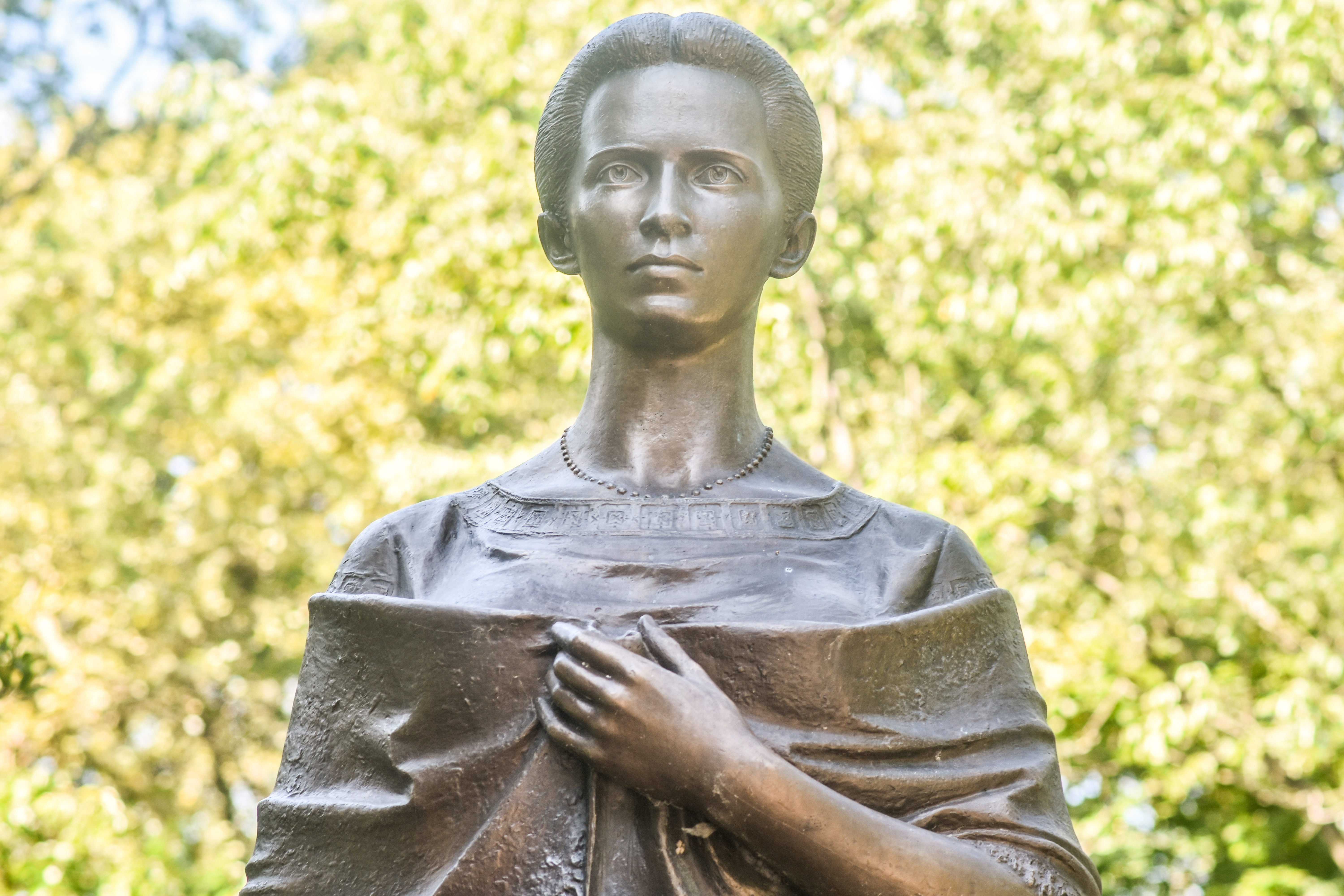
Пам'ятник у Клівленді, США (споруджений 1961)

З 1951 року могила поетеси і громадської діячки Лесі Українки має статус пам'ятки історії національного значення. Деякий час за всіма чотирма могилами родичів доглядала племінниця поетеси Євгенія Мільська.

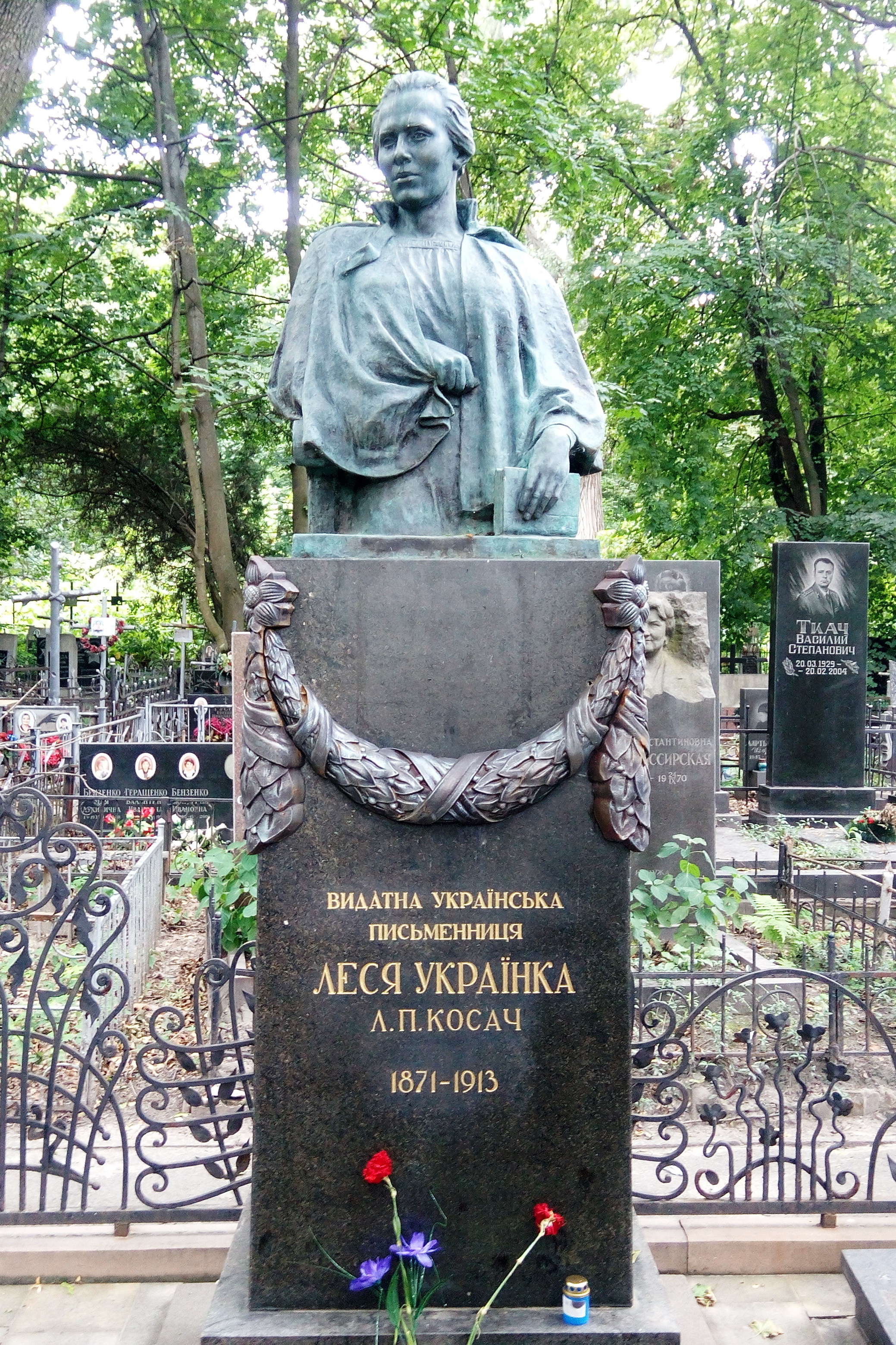
Могила Лесі Українки на Байковому кладовищі, Київ.

Пам'ятник на площі Лесі Українки у Києві роботи Галини Кальченко (1973)

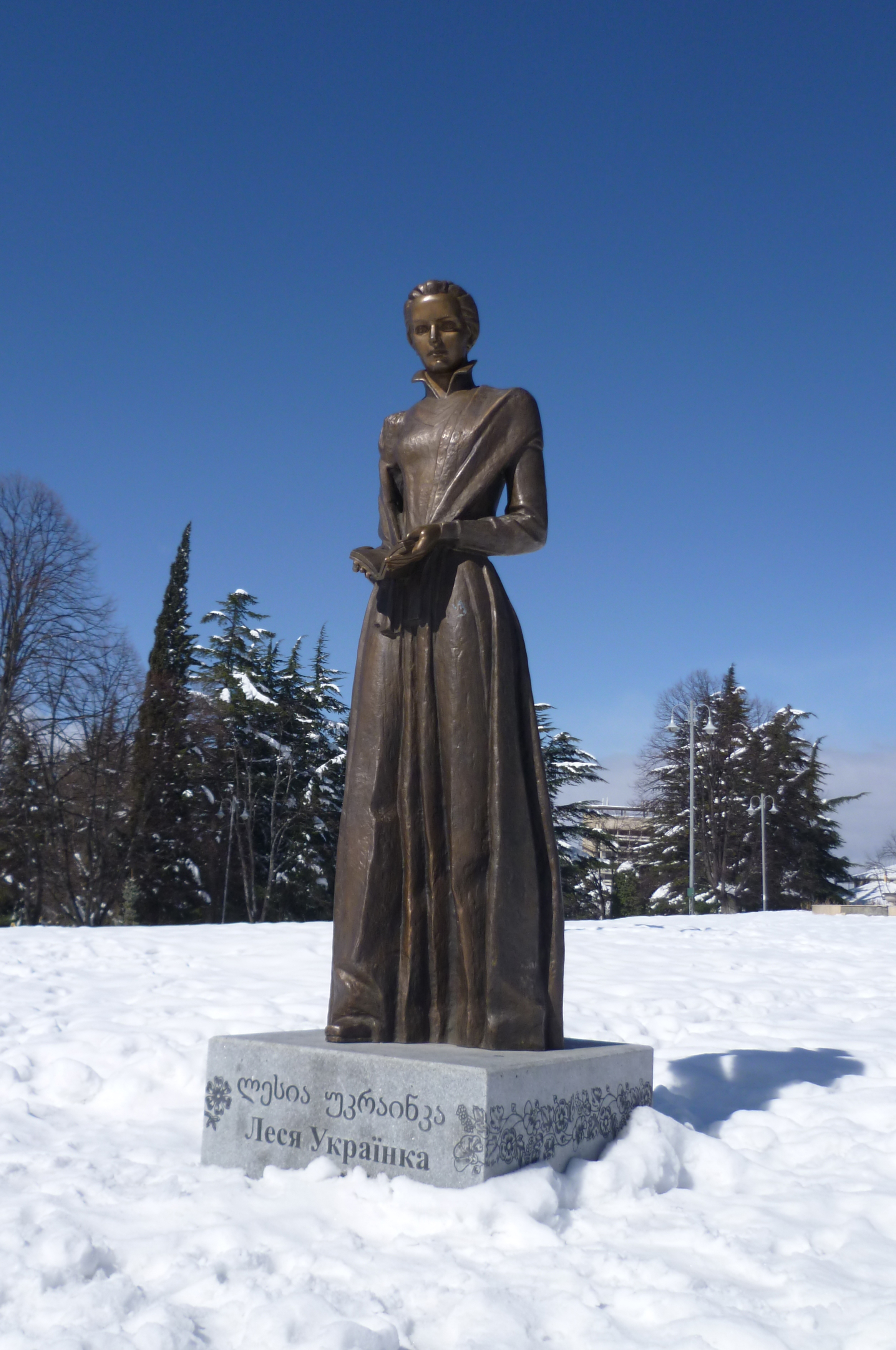
Пам'ятник в Телаві (Грузія) роботи Олександри Рубан

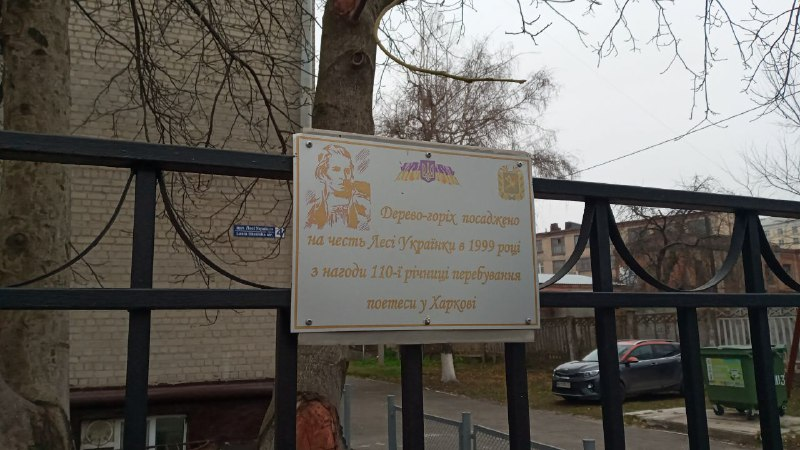
Пам'ятна дошка на вул. Лесі Українки в Харкові

21 жовтня 2010 року ВРУ постановила у лютому 2011 року урочисто відзначити на державному рівні 140-річчя з дня народження Лесі Українки

### Пам'ятники і пам'ятні дошки
Видатній мисткині та діячці встановлено більше 90 пам'ятників і пам'ятних дощок в Україні та світі. Лише в Луцьку їх 4: 1966, 1977, 1986 та 2004.
- Пам'ятник Лесі Українці в Балаклаві (2004)
- Пам'ятник Лесі Українці в Дніпрі (2019)
- Пам'ятник Лесі Українці в Києві в Маріїнському парку (1965)
- Пам'ятник Лесі Українці в Києві на площі Лесі Українки (1973)
- Пам'ятник Лесі Українці у Звягелі (1987)
- Пам'ятник Лесі Українці в Ялті (1972)
- Паркова скульптура Лесі Українці на території МАУП в Києві (2000)

За кордоном:
- Пам'ятник Лесі Українці у Клівленді (США) (1961)
- Пам'ятник Лесі Українці в Торонто (1975)
- Пам'ятник Лесі Українці в Телаві (2017)

Пам'ятні дошки:
- Меморіальна дошка Лесі Українці в Берліні (2010)
- На честь Лесі Українки в Гадячі встановлено пам'ятну дошку в Урочищі Зелений Гай, де мешкала родина Драгоманових.
- В Харкові на вул. Лесі Українки на огорожі школи встановлено пам'ятну дошку з написом «Дерево-горіх посаджено на честь Лесі Українки в 1999 році з нагоди 110-ї річниці перебування поетеси в Харкові».

### Музеї

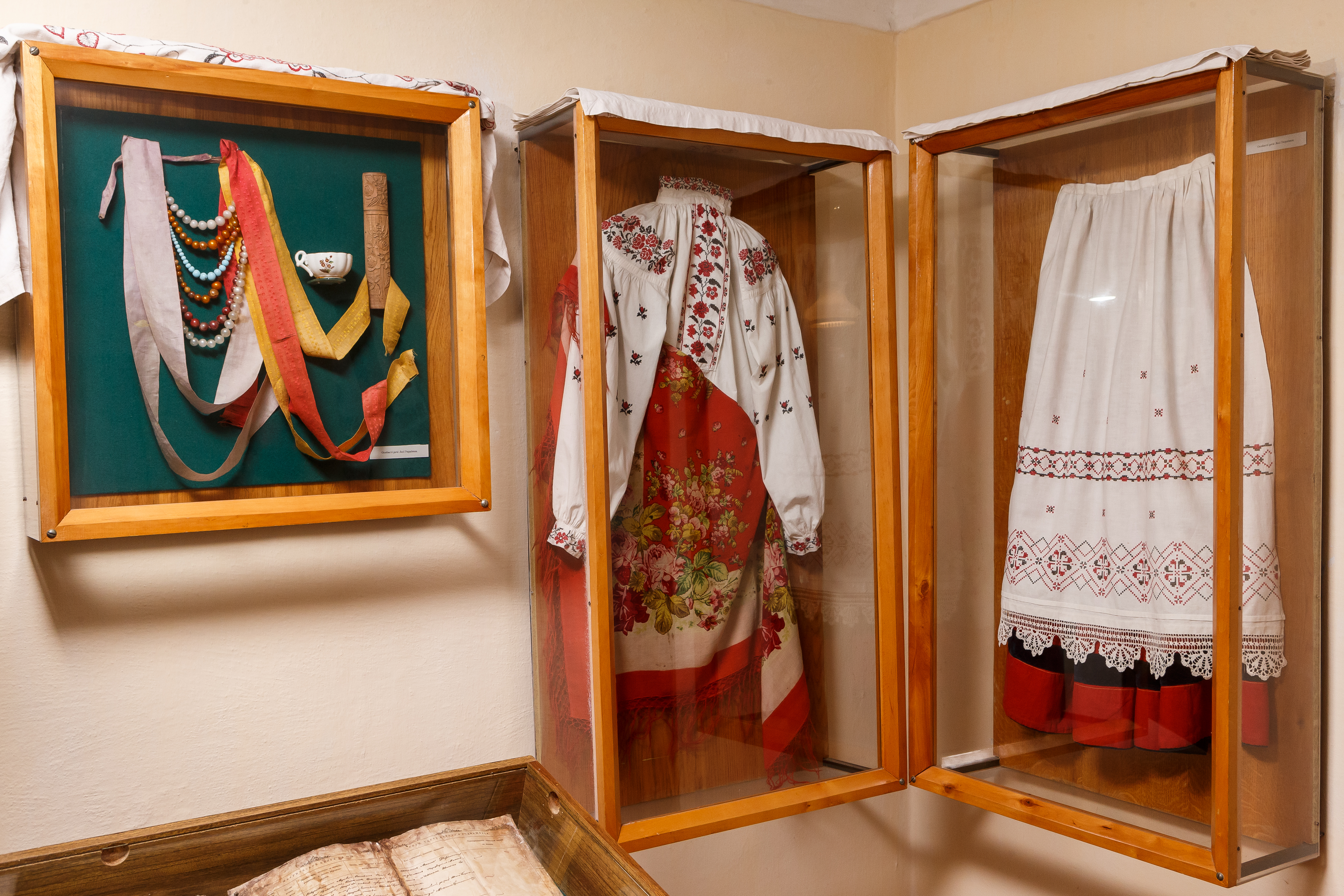
Особисті речі Лесі Українки, музей поетеси у Звягелі.

Життя та творчість Лесі Українки вивчає Науково-дослідний інститут Лесі Українки.
- Музей Лесі Українки в Києві
- Музей Лесі Українки в Колодяжному
- Музей родини Косачів-Драгоманових у Звягелі
- Літературно-меморіальний музей Лесі Українки у Звягелі
- Музей Лесі Українки в Сурамі
- Музей Лесі Українки в Ялті

### Найменування в честь
Іменем Лесі Українки названі бульвар, площа, театр, центральна публічна бібліотека для дорослих в Києві, центральна міська бібліотека у Херсоні.
Ім'я Лесі Українки носять вулиця, парк, університет і музей археології у Луцьку, а також велика кількість площ, вулиць, театрів, вишів, установ та підприємств в Україні, зокрема Центральна міська бібліотека імені Лесі Українки міста Львова, Школа українознавства імені Лесі Українки.
У травні 1992 року постановою Кабінету Міністрів України назву «Леся Українка» було надано пасажирському теплоходу (до того — «XXV з'їзд КПРС»).
У Мельбурні (Австралія) є Українська Школа ім. Лесі Українки в Нобл Парку.
На честь письменниці названо астероїд 2616 Леся (2616 Lesya), відкритий 28 серпня 1970 року в головному поясі астероїдів, що розташований між орбітами Марса та Юпітера і складається приблизно з 580 000 астероїдів.
У Луцьку біля в'їзної вежі замку Любарта є дерево, яке іменують Лесиним ясеном. Воно одне з найстаріших дерев міста. Вважається, що саме під ним мала Леся написала свій перший вірш.
2020 року іменем Лесі Українки названо площу в Мадриді.

### На грошах та поштових марках
З 2007 року на аверсі купюри НБУ в 200 гривень процитовано вірш 1890 року: «За правду, браття, єднаймось щиро, Єдиний маєм правий шлях…». 

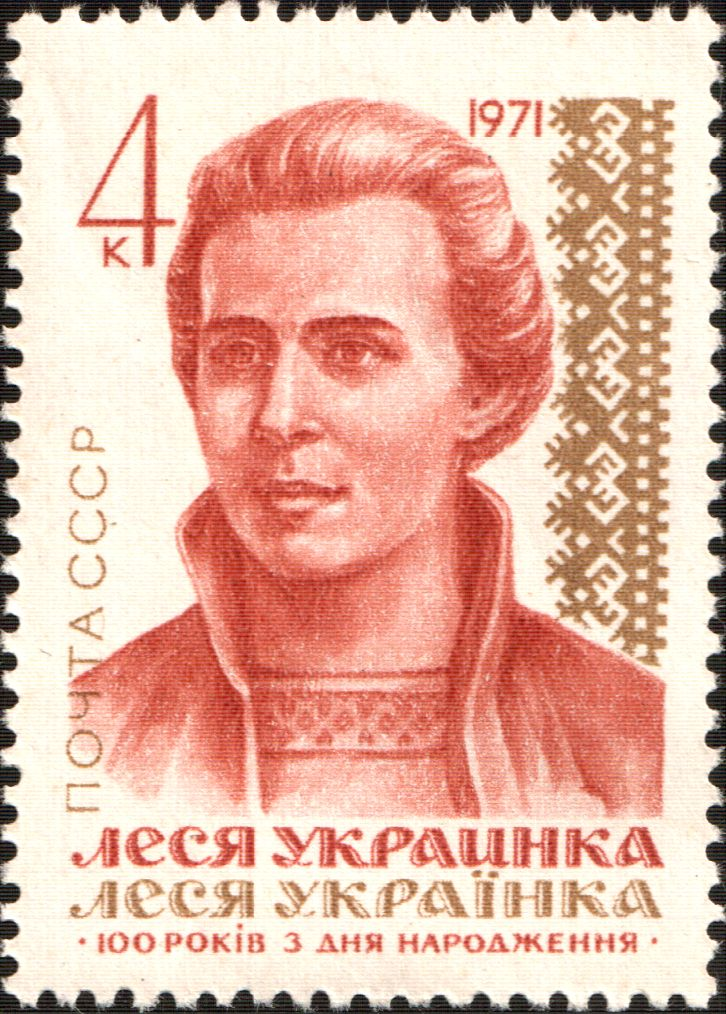
Марка СРСР до 100 років з дня народження (1971)
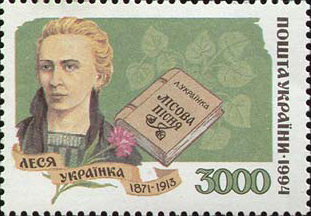
Марка України з Лісовою піснею (1994)
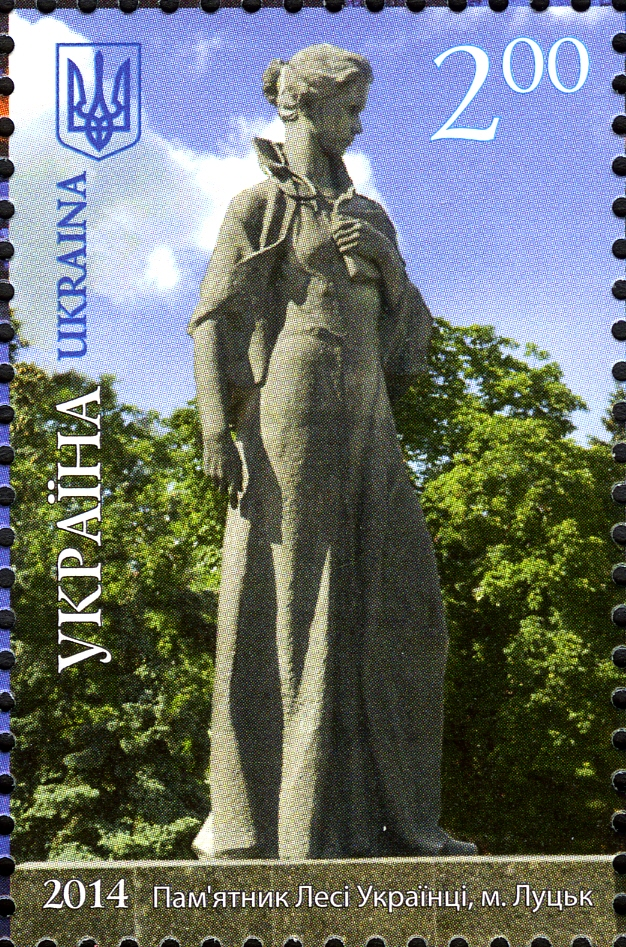
Марка «Пам'ятник Лесі Українці, м. Луцьк» (2014) із блоку «Краса і велич України. Волинська область»
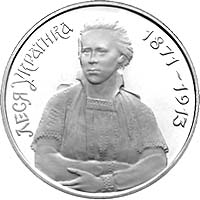
Ювілейна срібна монета в 1 млн карбованців (1996 р.) та  ювілейної монети в 200 тис. карбованців (реверс монети) (1996 р.)
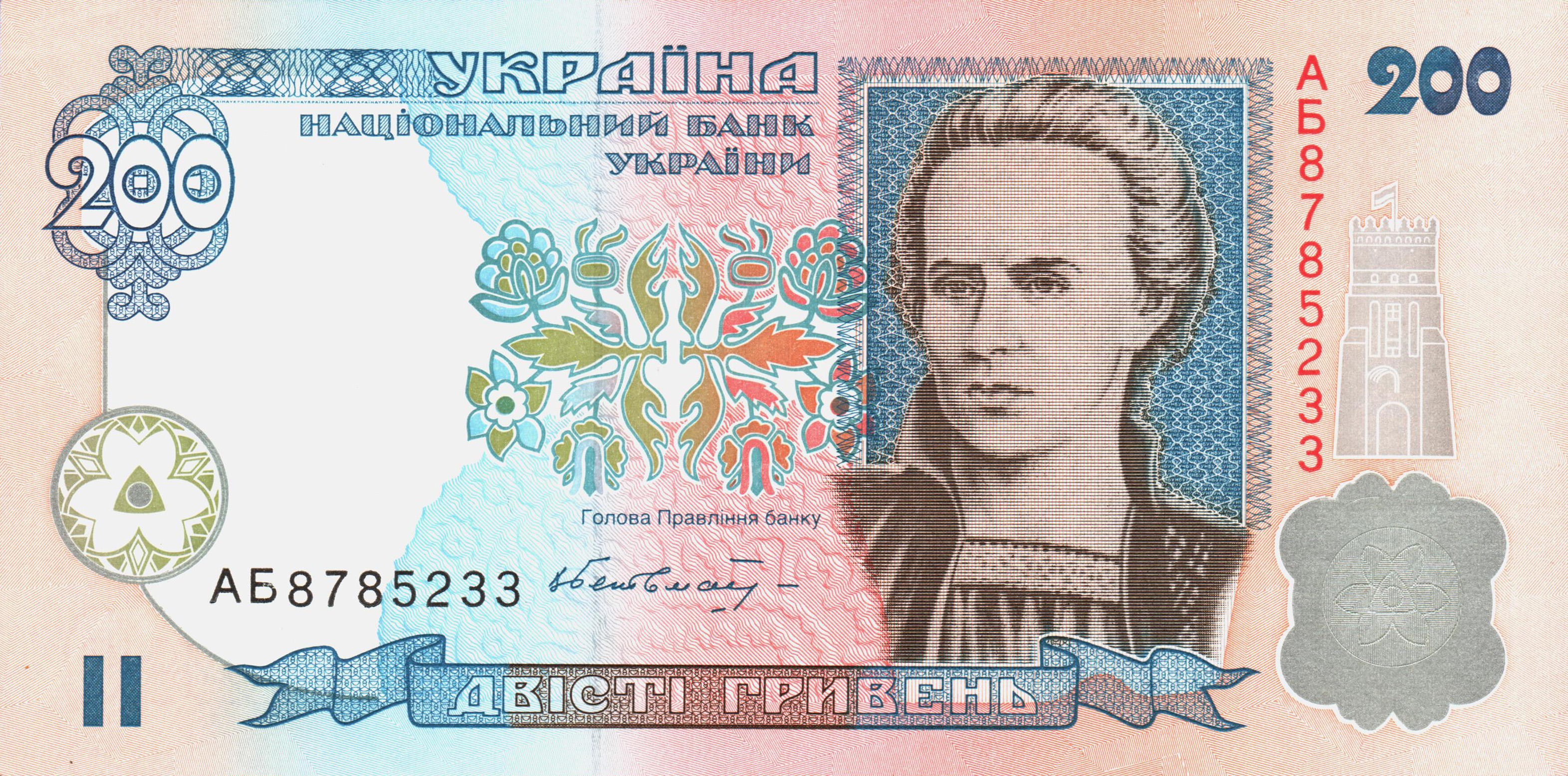
Банкнота номіналом 200 гривень (2000)
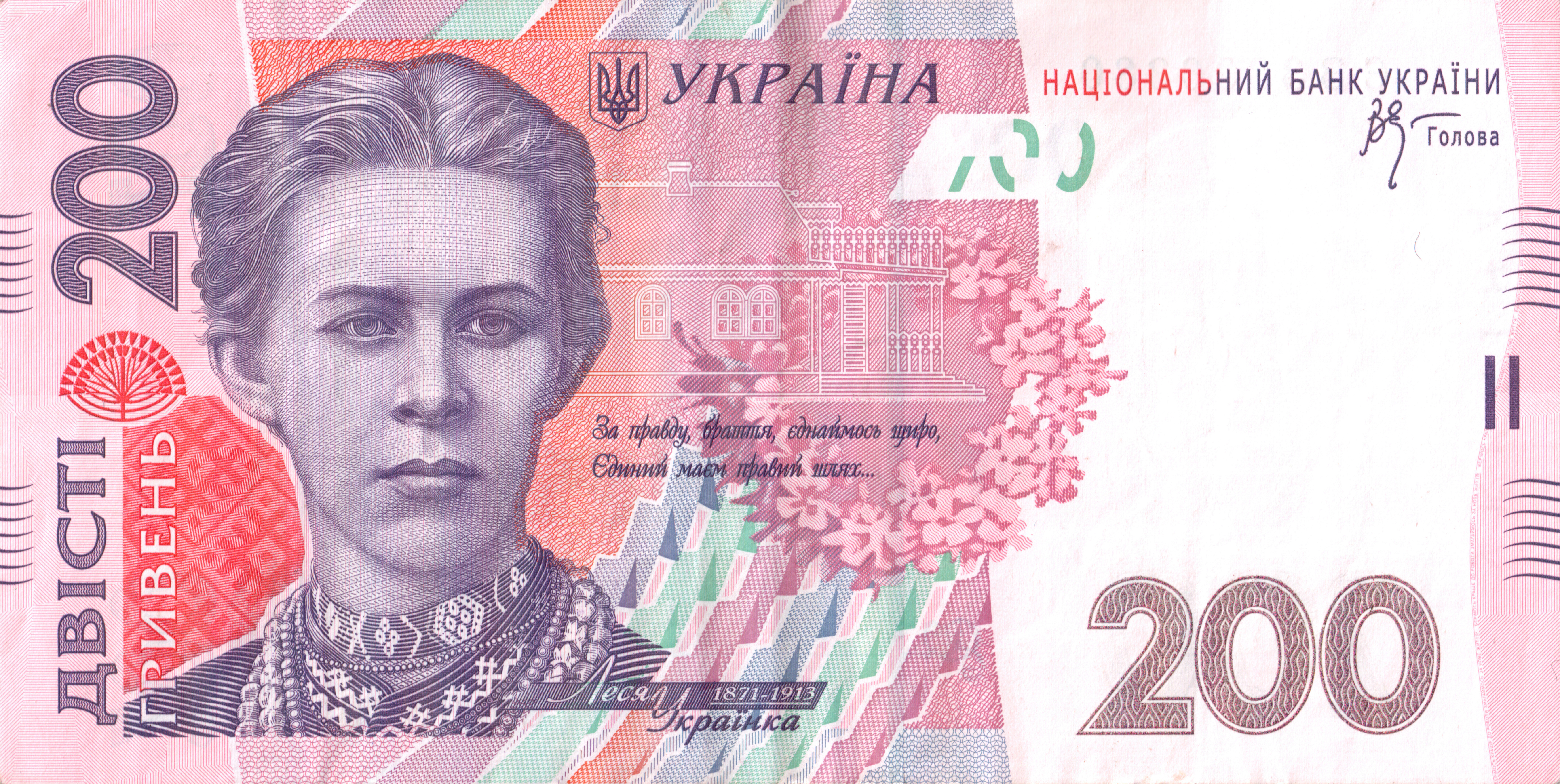
Банкнота номіналом 200 гривень (2007)
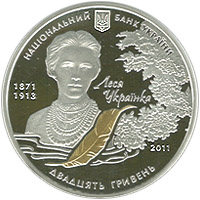
Ювілейна срібна монета в 20 гривень За твором «Лісова пісня» (2011)
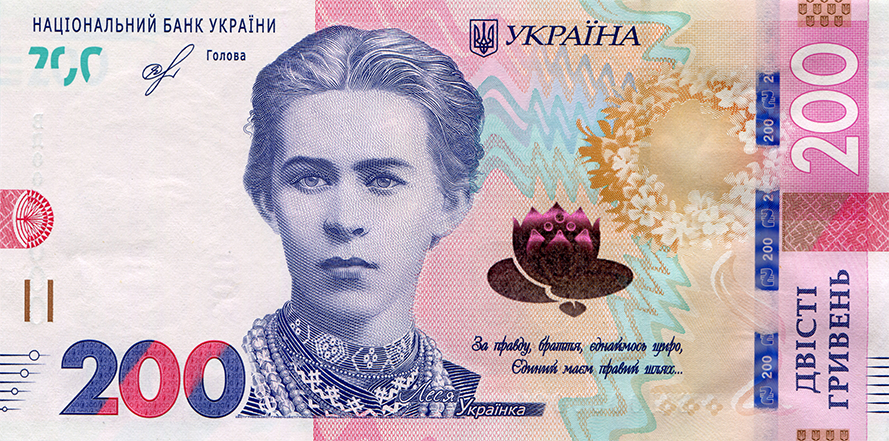
Банкнота номіналом 200 гривень (2020)
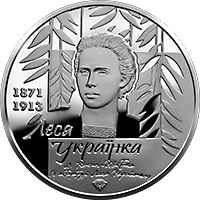
Ювілейна срібна монета в 20 гривень «До 150-річчя від дня народження Лесі Українки» (реверс монети) (2021)
Сувенірна срібна банкнота номіналом 200 грн зразка 2019 року (аверс банкноти) (2021)

### Премія імені Лесі Українки
Постановою Центрального Комітету КП України і Ради Міністрів УРСР від 17 липня 1970 р. № 372 «Про відзначення 100-річчя з дня народження Лесі Українки» було засновано літературну премію імені Лесі Українки за найкращий твір для дітей. Премію присуджували щорічно починаючи з 1972 року «за глибокоідейні та високохудожні твори для дітей, які сприяють комуністичному вихованню підростаючого покоління і здобули широке громадське визнання».
2004 року встановлено «Премію Кабінету Міністрів України імені Лесі Українки за літературно-мистецькі твори для дітей та юнацтва», яку «присуджують щороку за твори, які сприяють вихованню молодого покоління в дусі національної гідності, духовної єдності українського суспільства та здобули широке громадське визнання».

### Фільми та телепередачі
Мисткині присвячено художні, документальні стрічки та телепередачі:
- «Леся Українка» (1957), науково-популярна картина;
- «Леся Українка» (1969), документальна стрічка;
- «Леся Українка» (1971), документальна стрічка;
- «Іду до тебе…» (1972), художній фільм Миколи Мащенка за сценарієм Івана Драча;
- «Історія кохання Лесі Українки до Сергія Мержинського» [Архівовано 1 лютого 2021 у Wayback Machine.] (2005), документальний фільм студії «Віател» із серіалу «Гра долі. Історії кохання видатних українців»;
- «Наша Леся (Фільм про Лесю Українку)» (2006), документальний фільм Л. Поліщук, М. Лукашевич;
- «Великі українці — Леся Українка» [Архівовано 18 грудня 2018 у Wayback Machine.] (2007), документальний фільм В. Ніколайця;
- «Леся Українка» [Архівовано 2 червня 2019 у Wayback Machine.] (2014), телепередача з циклу «Велич особистості» Парламентського телеканалу «Рада»;
- «Леся Українка» [Архівовано 17 січня 2019 у Wayback Machine.] (2015), документальний фільм Б. Голеня;
- «Не така як всі» (2016), телепередача з циклу «Історична правда з Вахтангом Кіпіані»;
- «Леся Українка» [Архівовано 21 вересня 2019 у Wayback Machine.] (2016), телепередача з циклу «Велич особистості» Парламентського телеканалу «Рада».

### 150 років з дня народження
Урядову постанову про відзначення 150-річчя з дня народження Лесі Українки 25 лютого 2021 року за номером № 2286-VIII було оприлюднено 8 лютого 2018 року.
До ювілею агенція «Postmen» разом із Міністерством культури та інформаційної політики та Державне агентство України з питань мистецтв та мистецької освіти створили мистецький проєкт «Леся Українка: 150 імен» та айдентику, що стала основою проєкту, метою якого є нестереотипне розкриття постаті поетки та привернення уваги молоді до її творчості. Проєкт експонувався на трьох поверхах Українського дому в Києві протягом 25 лютого — 8 березня 2021, на запрошення агенції над наповненням експозиційного простору працював мистецтвознавець Павло Гудімов. На першому поверсі Українського дому для відвідувачів було запущено робота-бібліотекаря НП Лукаша, створеного разом з Новою поштою, котрий підбирав книгу відповідно до запитів відвідувачів. Крім мистецького проєкту айдентика була інтегрована в десятки подій і лімітовані серії продукції від українських виробників.

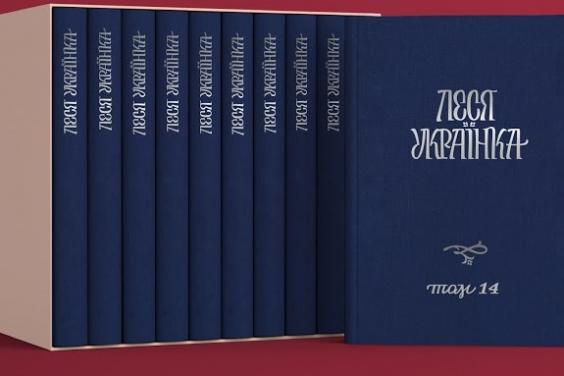
14-ти томне зібрання творів Лесі Українки (видання 2021 року)

До ювілею пройшли також виставки сценографії, конкурс на кращу декламацію, виставка ілюстрацій, концерти та масові вшанування пам'яті. Найбільше заходів — в Житомирській, Волинській областях та Києві. Крім того, ініціативи реалізовані в Лондоні, США та Будапешті. У приміщенні Львівського академічного драматичного театру ім. Лесі Українки відбулася виставка «Диво-Леся», де Лариса Косач зображена у незвичних образах — Гарлі Квінн, Фріда Кало та Диво-жінка — разом художниця Леся Мазанік представила 13 картин письменниці.
Український інститут книги підготував до друку та видав повне академічне зібрання творів Лесі Українки у 14 томах. Адміністрування роботи з підготування текстів: Волинський національний університет імені Лесі Українки: ректор Анатолій Цьось, проректор Юрій Громик. Творчий колектив з підготування текстів Віра Агеєва, Юрій Громик, Оксана Забужко, Ірина Констанкевич, Марія Моклиця, Сергій Романов. Електронну версію зібрання викладено у вільний доступ у мережу.
Театр
Київські театри принагідно підготували прем'єри та існуючі репертуарні вистави, якими вшанували Лесю Українку як драматургиню. Національний академічний театр імені Лесі Українки підготував виставку театральних костюмів з вистав за п'єсами Лесі Українки у музеї Тараса Шевченка (роботи художників від Анатолія Петрицького до Марії Левитської), зіграли ювілейну, 150-у виставу «В полоні пристрастей», провели імпрезу за участю актрис-зірок — «Три кохання» за творами поетки, створену молодими акторами театру. Національний академічний драматичний театр імені Івана Франка через пів століття після попередньої постановки втілив нову версію за мотивами п'єси «Кассандра» про провидицю, що могла зупинити війну у постановці Давида Петросяна.
Режисер Влад Троїцький разом із формацією NOVA OPERA у просторі Українського дому створив Re: post-оперу «LE», яка «трансформує образ Лесі Українки, муміфікований радянською освітою та пропагандою, показує її живою людиною, борцем, просвітницею, яка закладала основи української державності, вписавши українську культуру у світовий контекст» (музика: Сергій Вілка, Андрій Мерхель, Яна Шлябанська). Пряма трансляція відбулася на суспільному телеканалі «UA: Культура».
Серед інших прем'єр до народження Лесі 25 лютого вийшли прем'єри «Грішниця» у постановці Тетяни Авраменко (Київський академічний театр українського фольклору «Берегиня»), «Лісова пісня» Ігоря Бориса (Харківський академічний український драматичний театр імені Тараса Шевченка), «На полі крові» Євгена Скрипника (Кіровоградський академічний український музично-драматичний театр імені М. Л. Кропивницького), «На полі крові» Івана Даніліна (Рівненський обласний академічний український музично-драматичний театр), «Розмова» Ірини Волицької (Львівська творча майстерня «Театр у кошику»). Миколаївський академічний художній російський драматичний театр зіграв літературно-музичну композицію «Зі співом на устах» за уривками з п'єс «Кассандра», «Лісова пісня», «Камінний господар» та віршами Лесі Українки (реж. Костянтин Гросман), у Полтавському академічному обласному театрі ляльок — літературно-театралізоване дійство «Леся Українка. Жіноча доля» (реж. Наталія Тимощук).
Театральні прем'єри тривали й надалі: 26 лютого опера «Оргія» на музику Олександра Костіна (реж. Тетяна Воронова, Оперна студія Національної музичної академії України ім. Петра Чайковського); 24 березня вистава-притча «ЛесЯ Українка» за мотивами творів «Одержима», «Камінний господар», «Кассандра», «Бояриня» (реж. Павло Гончаров, Черкаський академічний обласний український музично-драматичний театр імені Т. Г. Шевченка).
Кіно
24 лютого 2021 року у Посольстві України в Індії відбулася презентація короткого фільму «Мавка» (гінді वनपरी) за мотивами твору «Лісова пісня», що став першою екранізацією твору Лесі Українки мовою гінді. Фільм було знято представниками української громади Індії на основі перекладу «Лісової пісні» на мову гінді, який у 2016 році здійснив директор Центру мови гінді й індійської літератури Інституту філології КНУ ім. Т. Шевченка Юрій Ботвінкін.

### Біографістика
- Іщук А. Леся Українка: критико-біогр. нарис — Київ: Держ. вид-во худож. літ., 1950. — 116 с. [Архівовано 10 серпня 2020 у Wayback Machine.]
- Одарченко П. Леся Українка і М. П. Драгоманов. — Нью-Йорк, 1954.
- Олесь Ільченко про Леонардо да Вінчі, Карла Ліннея, Жюля Верна, Джона Рокфеллера, Лесю Українку, Вінстона Черчілля / О. Ільченко. — Київ : Грані-Т, 2007. — 92 с. : іл. — (Життя видатних дітей). — ISBN 978-966-2923-79-7.
- Музичка А. Леся Українка: її життя, громад. діяльність і поет. творчість / А. Музичка ; передм. М. Куліша. — Держвидав України, 1925. — X, 108 с. : іл., портр. — (Критична бібліотека). [Архівовано 21 вересня 2018 у Wayback Machine.]
- Підгайний Л. Леся Українка: попул. нарис про життя і творчість / Леонід Підгайний. — Київ: Держ. літ. вид-во, 1941. — 103 с. [Архівовано 19 вересня 2020 у Wayback Machine.]
- Підгайний Л. Леся Українка: попул. критико-біогр. нарис / Леонід Підгайний ; за ред. Я. Савченка. — Харків ; Київ: Держ. вид-во України, 1929. — 83, 5 с., 1 арк. портр. — (Популярні нариси про українських класиків). [Архівовано 28 вересня 2020 у Wayback Machine.]
- П'ятаченко, С. В.  Етнографічні і фольклорно-літературні аспекти перебування Лесі Українки на хуторі Косівщина [Архівовано 27 лютого 2020 у Wayback Machine.]
- Спогади про Лесю Українку. — К., 1963; 2 вид. — К., 1971.
- Лавріненко Ю. Українська соціял-демократія (група УСД) і її лідер Леся Українка [Архівовано 9 жовтня 2014 у Wayback Machine.].

### Літературна критика
- Аврахов Г. Художня майстерність Лесі Українки. — К., 1964.
- Бабишкін О., Курашова В. Леся Українка. Життя і творчість. — К., 1955.
- Бабишкін О. Драматургія Лесі Українки. — К., 1963.
- Вишневська Н. Лірика Лесі Українки. Текстологічне дослідження. — К., 1976.
- Денисюк І., Міщенко Л. Дивоцвіт. Джерела і поетика «Лісової пісні» Лесі Українки. — Л., 1963.
- Дзюба І. Та, що пильнувала ватри (До 50-ої річниці з дня смерти Лесі Українки) [стаття написана 1963 року] // В кн. Л. Українка. «Бояриня». — Торонто, 1971, стор. 110—129. // Українські вісті. 1971. № 25. С. 2–3; 1971. № 27. С. 2–3. ref
- Донцов Д. Поетка українського рісорджімента (Леся Українка) — Львів: Видавництво Донцових. З друкарні Наукового товариства ім. Шевченка, 1922. — 35 с. [Архівовано 21 вересня 2018 у Wayback Machine.]
- Драй-Хмара М. Леся Українка. Життя і творчість. — К., 1926.
- Журавська І. Леся Українка та зарубіжні літератури. — К., Вид-во Академії наук Укр. РСР, 1963. — 229 с.
- Задеснянський Р. Критичні нариси: в 7 т. Том 4 : Творчість Лесі Українки. — В-во «Українська критична думка». — [без міста] [після 1953, див. с. 141] — 144 с. [Архівовано 20 вересня 2018 у Wayback Machine.]
- Зеров М. Леся Українка. X. — К., 1924. // Від Куліша до Винниченка: нариси з новіт. укр. письменства / проф. М. Зеров, — Київ: Культура, 1929. — 192 с. — С. 104—141.
- Іщук А. Леся Українка / Арсен Іщук. — Укр. вид-во, 1943. — 13 с. [Архівовано 21 вересня 2018 у Wayback Machine.]
- Іщук А. Леся Українка: стенограма лекції / Т-во для поширення політ. та наук. знань Укр. РСР. — Київ: Укр. вид-во, 1950. — 47 с. [Архівовано 26 вересня 2020 у Wayback Machine.]
- Когуська Н. Релігійні мотиви в творчості Лесі Українки [Архівовано 2 червня 2021 у Wayback Machine.]. Едмонтон: Союз Українок Канади, 1958. 16 с.
- Костенко А. Співачка досвітніх вогнів. — К: Веселка, 1971. — 223 с.
- Костенко А. Леся Українка. Художньо-документальна біографія. Видавництво художньої літератури «Дніпро», Київ, 1985. 394 стр
- Кулінська Л. Поетика Лесі Українки. — К. : Вид-во Київського ун-ту, 1967. — 254 + [2] с. : портр.
- Кулінська Л. Проза Лесі Українки. — К., Вища школа, Вид-во при Київ. ун-ті, 1976. — 167 с.
- Кулінська Л. У світі ідей та образів (Особливості поетики драми Лесі Українки). — К.: Дніпро, 1971. — 224 с.
- Музичка А. Леся Українка, її життя, громадська діяльність і поетична творчість. Передмова М. Куліша. — [Одеса]: Державне видавництво України, 1925. — X + 108 с. : іл., портр. — (Критична бібліотека)
- Одарченко П. Українка Леся // Енциклопедія українознавства : Словникова частина : [в 11 т.] / Наукове товариство імені Шевченка ; гол. ред. проф., д-р Володимир Кубійович. — Париж — Нью-Йорк : Молоде життя, 1980. — Кн. 2, [т. 9] : Тимошенко — Хмельницький Богдан. — ISBN 5-7707-4049-3. / Т. 9: Перевидання в Україні. — Львів, 2000. — с. 3200-3600: іл. — ISBN 5-7707-4048-5.
- Пількевич С. (відп. ред.) Леся Українка. Документи і матеріали 1871—1970. Арх. упр. при Раді міністрів Української РСР. — Київ, Наукова думка, 1971. — 482 + 5 с. : іл.
- Рудницький Я-Б. Єгипет у житті і творчості Лесі Українки / Стаття основана на авторовім викладі на Міжнародньому Конгресі Порівняльної Літератури в Бордо, Франція, 2 вересня 1970 р. // Міжнародний культурний портал Експеримент / 12-05-2018
- Сверстюк Є. «На полі чести» // Собор у риштованні. — Париж – Балтімор, 1970. — С. 106 –12; а також у газ. Літературна Україна. — 1963. — Ч. 61.
- Франко І. Леся Українка. ЛНВ, т. III, кн. 7. — Л., 1898.

#### Феміністична літературна критика
- Агеєва В. Їм промовляти душа моя буде. «Лісова пісня» Лесі Українки та її інтерпретації. — К., 2002.
- Агеєва В. Поетеса зламу тисячоліть. Творчість Лесі Українки в постмодерній інтерпретації. — К., 2001.
- Гундорова Т. Леся Українка: екзистенціалізм—християнство—фемінізм // СіЧ. — 1996. — № 8/9. — С. 19–28.
- Гундорова Т. Феміністична утопія слова Лесі Українки // Сучасність. — 1996. — № 5. — С. 89–96.
- Гундорова Т. «Одержима» Лесі Українки: любов до смерті (Liebestod) // Українка, Леся. Драми та інтерпретації. — К.: Книга, 2011. — С. 44–54.
- Забужко О. Notre Dame d'Ukraine: Українка в конфлікті міфологій. — К., 2007.
- Семерин Х. Гендерні виміри єврейської теми у поезії Лесі Українки. [Архівовано 24 березня 2022 у Wayback Machine.] — STUDIA UKRAINICA POSNANIENSIA, vol. VIII/2: 2020, pp. 97–105.